# Specie di Grevillea
Elenco delle specie di Grevillea:

## A

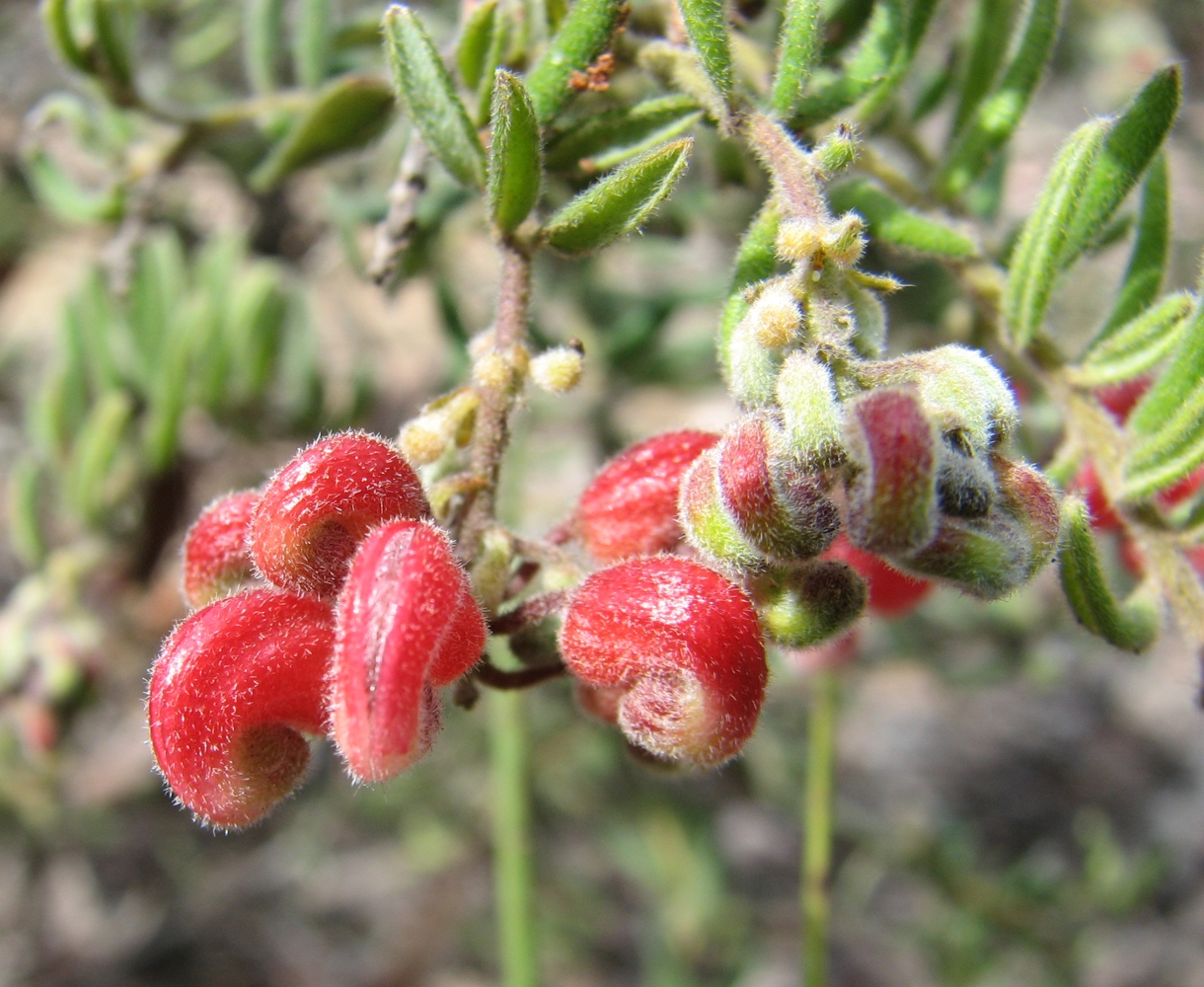
Grevillea alpina

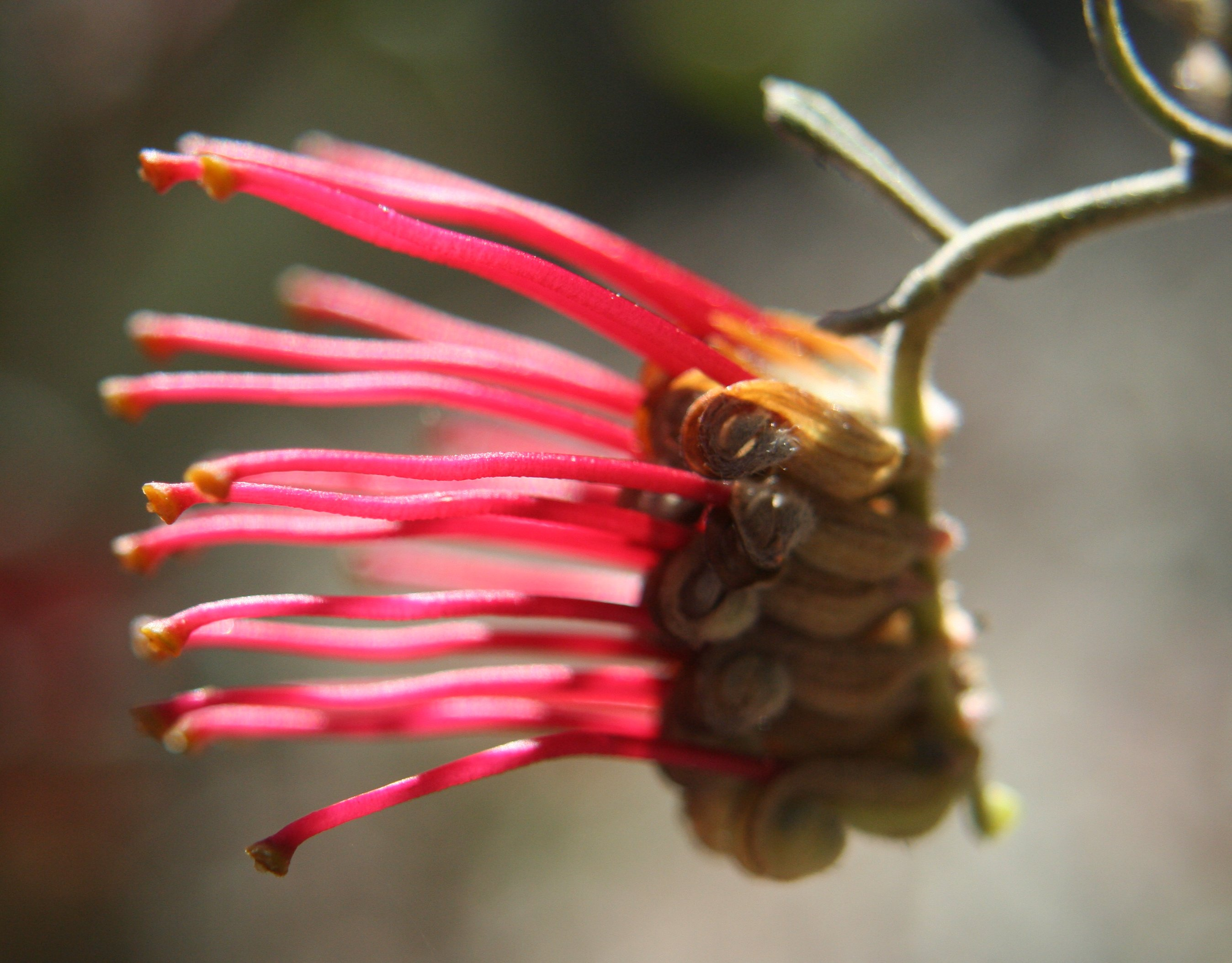
Grevillea aquifolium

- Grevillea acacioides C.A.Gardner ex D.J.McGillivray
- Grevillea acanthifolia A.Cunn.
- Grevillea acerata McGill.
- Grevillea acrobotrya Meisn.
- Grevillea acropogon Makinson
- Grevillea acuaria F.Muell. ex Benth.
- Grevillea adenotricha McGill.
- Grevillea agrifolia A.Cunn. ex R.Br.
- Grevillea albiflora C.T.White
- Grevillea alpina Lindl.
- Grevillea alpivaga Gand.
- Grevillea althoferorum Olde & Marriott
- Grevillea amplexans F.Muell. ex Benth.
- Grevillea anethifolia R.Br.
- Grevillea aneura McGill.
- Grevillea angulata R.Br.
- Grevillea angustiloba (F.Muell.) Downing
- Grevillea annulifera F.Muell.
- Grevillea aquifolium Lindl.
- Grevillea arenaria R.Br.
- Grevillea argyrophylla Meisn.
- Grevillea armigera Meisn.
- Grevillea asparagoides Meisn.
- Grevillea aspera R.Br.
- Grevillea aspleniifolia Knight
- Grevillea asteriscosa Diels
- Grevillea aurea Olde & Marriott
- Grevillea australis R.Br.

## B
- Grevillea banksii R.Br.
- Grevillea banyabba Olde & Marriott

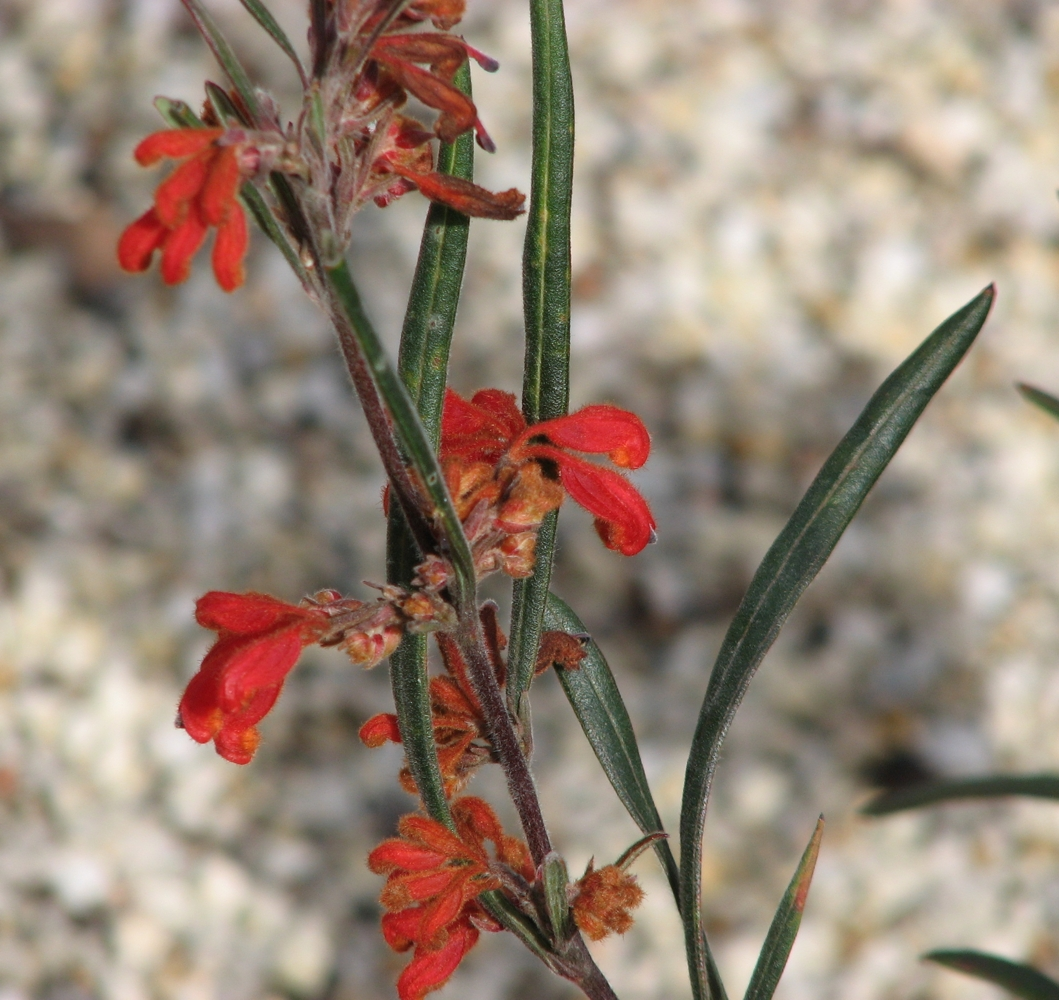
Grevillea bronweniae

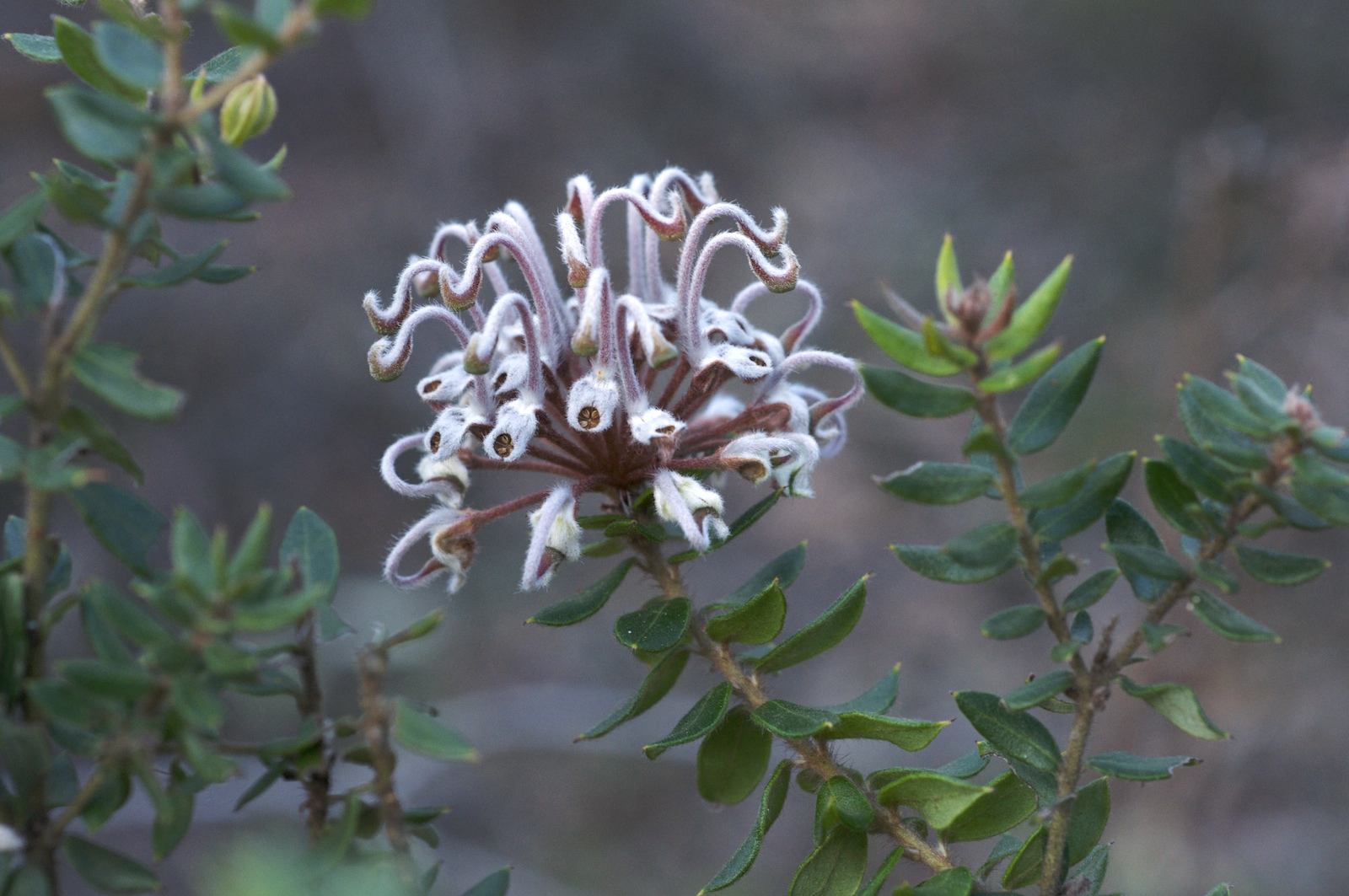
Grevillea buxifolia

- Grevillea barklyana F.Muell. ex Benth.
- Grevillea batrachioides F.Muell. ex McGill.
- Grevillea baueri R.Br.
- Grevillea baxteri R.Br.
- Grevillea beadleana McGill.
- Grevillea beardiana McGill.
- Grevillea bedggoodiana J.H.Willis ex McGill.
- Grevillea bemboka Stajsic & Molyneux
- Grevillea benthamiana McGill.
- Grevillea berryana Ewart & Jean White
- Grevillea biformis Meisn.
- Grevillea bipinnatifida R.Br.
- Grevillea biternata Meisn.
- Grevillea brachystachya Meisn.
- Grevillea brachystylis Meisn.
- Grevillea bracteosa Meisn.
- Grevillea brevifolia F.Muell. ex Benth.
- Grevillea brevis Olde & Marriott
- Grevillea bronweniae Keighery
- Grevillea buxifolia R.Br.
- Grevillea byrnesii McGill.

## C
- Grevillea cagiana McGill.
- Grevillea calcicola A.S.George
- Grevillea caleyi R.Br.

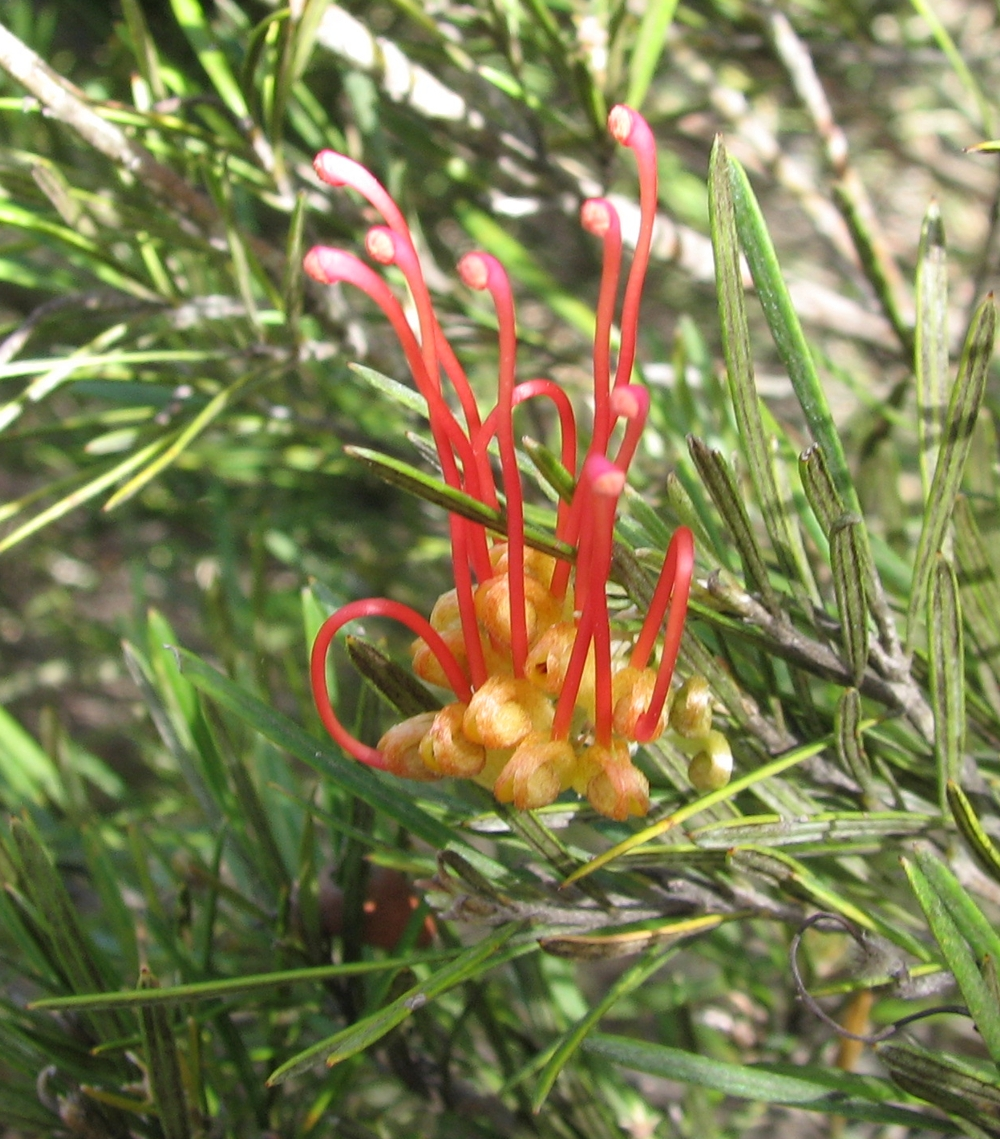
Grevillea concinna

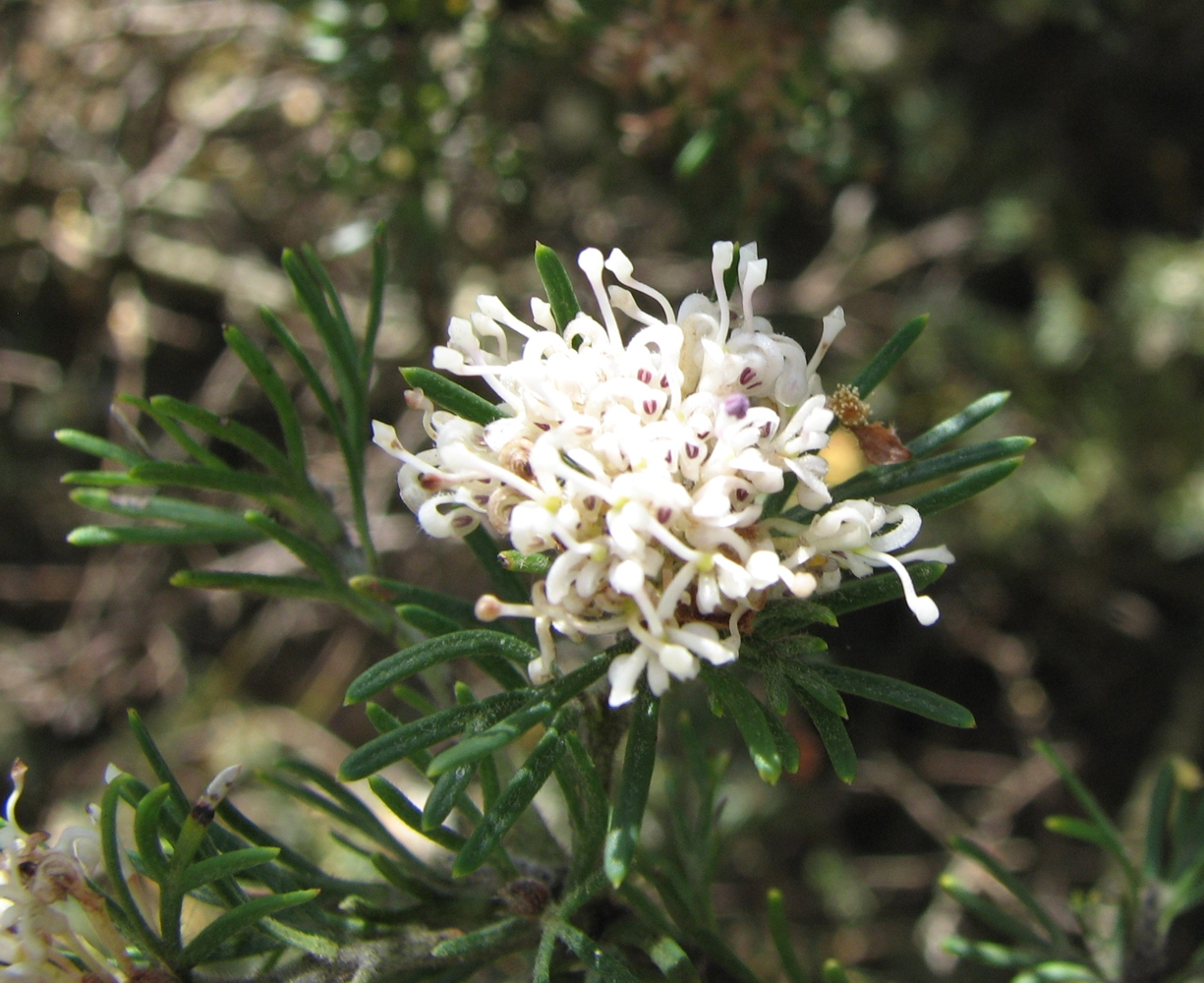
Grevillea crithmifolia

- Grevillea calliantha Makinson & Olde
- Grevillea callichlaena Molyneux & Stajsic
- Grevillea candelabroides C.A.Gardner
- Grevillea candicans C.A.Gardner
- Grevillea candolleana Meisn.
- Grevillea capitellata Meisn.
- Grevillea celata Molyneux
- Grevillea centristigma (McGill.) Keighery
- Grevillea ceratocarpa Diels
- Grevillea cheilocarpa Makinson
- Grevillea christiniae McGill.
- Grevillea chrysophaea F.Muell. ex Meisn.
- Grevillea cirsiifolia Meisn.
- Grevillea coccinea Meisn.
- Grevillea commutata F.Muell.
- Grevillea concinna R.Br.
- Grevillea confertifolia F.Muell.
- Grevillea corrugata Olde & Marriott
- Grevillea costata C.A.Gardner ex A.S.George
- Grevillea crassifolia Domin
- Grevillea cravenii Makinson
- Grevillea crithmifolia R.Br.
- Grevillea crowleyae Olde & Marriott
- Grevillea cunninghamii R.Br.
- Grevillea curviloba McGill.
- Grevillea cyranostigma McGill.

## D
- Grevillea decipiens McGill.
- Grevillea decora Domin
- Grevillea decurrens Ewart
- Grevillea deflexa F.Muell.

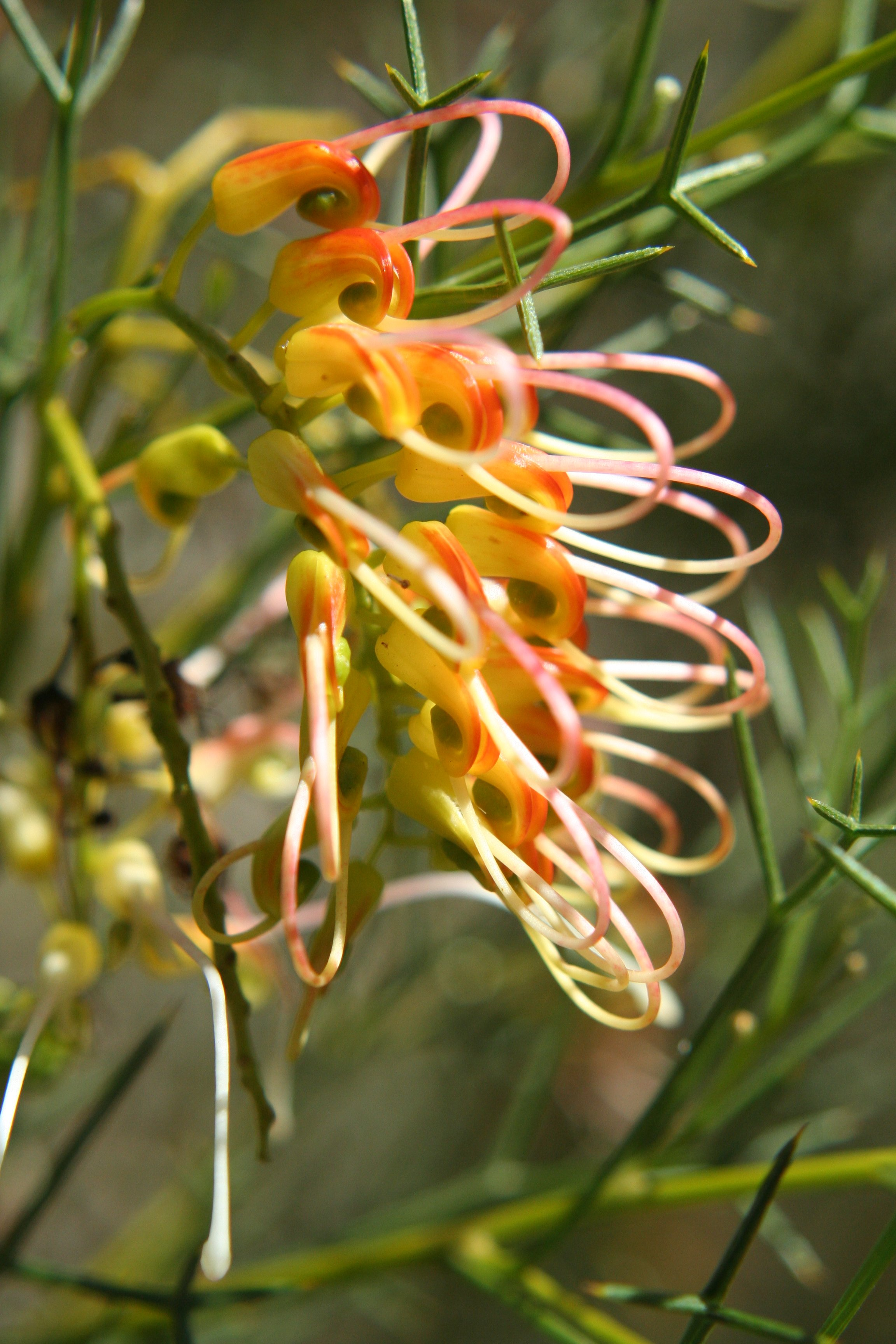
Grevillea dielsiana

- Grevillea delta (McGill.) Olde & Marriott
- Grevillea depauperata R.Br.
- Grevillea didymobotrya Meisn.
- Grevillea dielsiana C.A.Gardner
- Grevillea diffusa Sieber ex Spreng.
- Grevillea dilatata (R.Br.) Downing
- Grevillea dimidiata F.Muell.
- Grevillea diminuta L.A.S.Johnson
- Grevillea dimorpha F.Muell.
- Grevillea disjuncta F.Muell.
- Grevillea divaricata R.Br.
- Grevillea diversifolia Meisn.
- Grevillea dolichopoda (McGill.) Olde & Marriott
- Grevillea donaldiana Kenneally
- Grevillea drummondii Meisn.
- Grevillea dryandri R.Br.
- Grevillea dryandroides C.A.Gardner
- Grevillea dryophylla N.A.Wakef.
- Grevillea dunlopii Makinson

## E
- Grevillea edelfeltii F.Muell.
- Grevillea elbertii Sleumer
- Grevillea elongata Olde & Marriott
- Grevillea endlicheriana Meisn.

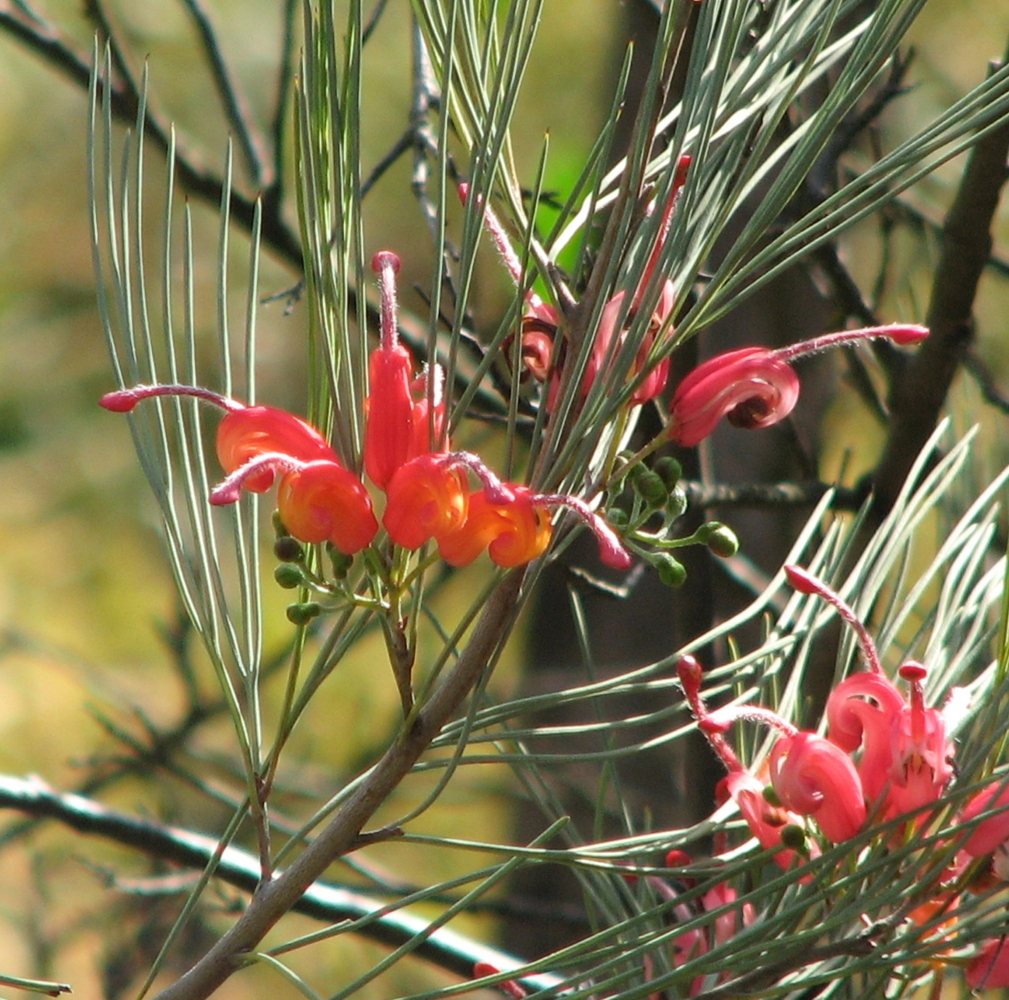
Grevillea erectiloba

- Grevillea epicroca Stajsic & Molyneux
- Grevillea erectiloba F.Muell.
- Grevillea eremophila (Diels) Olde & Marriott
- Grevillea erinacea Meisn.
- Grevillea eriobotrya F.Muell.
- Grevillea eriostachya Lindl.
- Grevillea eryngioides Benth.
- Grevillea erythroclada W.Fitzg.
- Grevillea evanescens Olde & Marriott
- Grevillea evansiana MacKee
- Grevillea excelsior Diels
- Grevillea exposita Olde & Marriott
- Grevillea extorris S.Moore
- Grevillea exul Lindl.

## F
- Grevillea fasciculata R.Br.

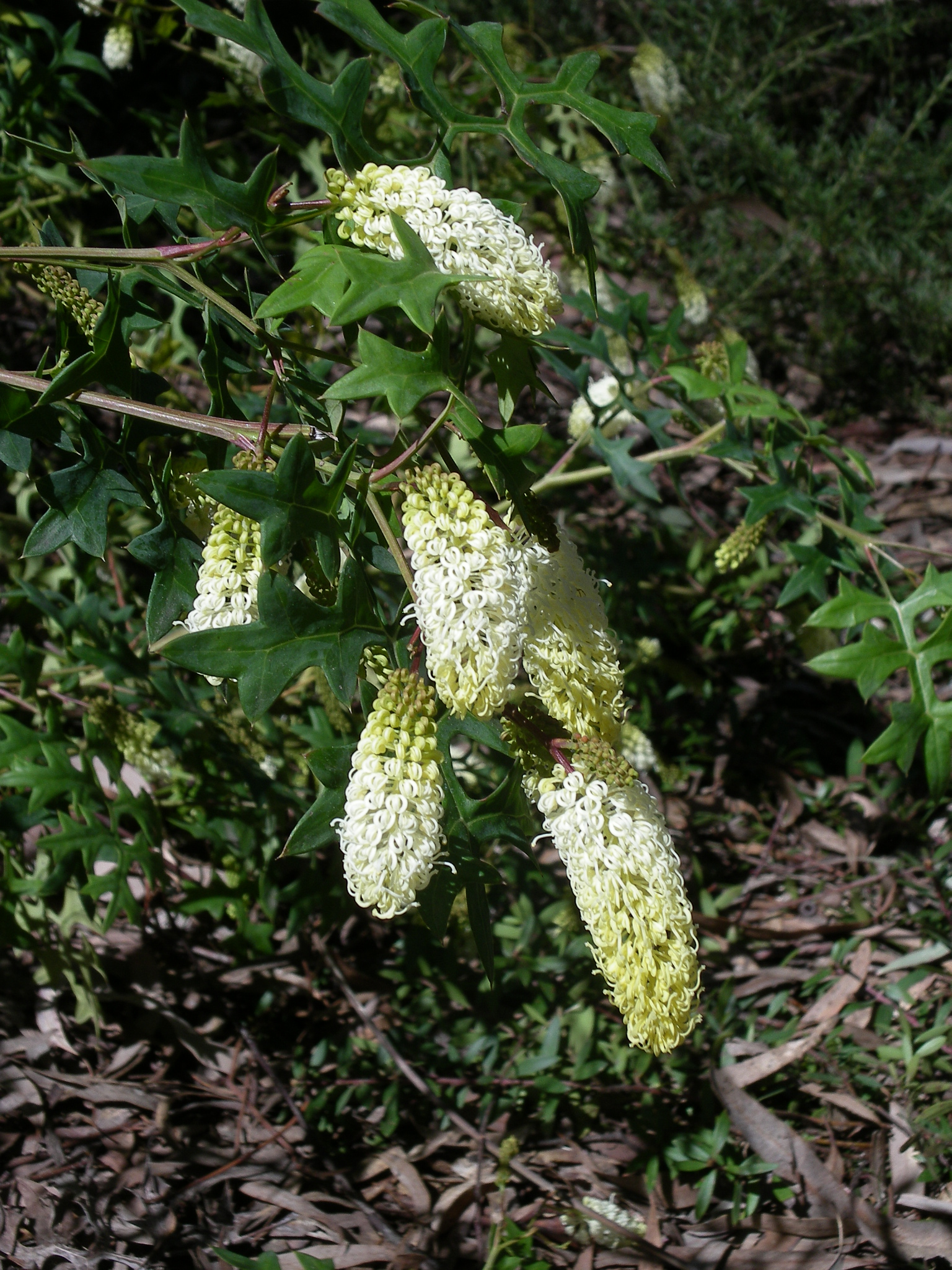
Grevillea flexuosa

- Grevillea fastigiata Olde & Marriott
- Grevillea fililoba (McGill.) Olde & Marriott
- Grevillea fistulosa A.S.George
- Grevillea flexuosa Meisn.
- Grevillea floribunda R.Br.
- Grevillea florida (McGill.) Makinson
- Grevillea floripendula R.V.Sm.
- Grevillea formosa McGill.
- Grevillea fulgens C.A.Gardner
- Grevillea fuscolutea Keighery

## G
- Grevillea gariwerdensis Makinson
- Grevillea × gaudichaudii R.Br. ex Gaudich.
- Grevillea georgeana McGill.
- Grevillea gillivrayi Hook.
- Grevillea glabrescens Olde & Marriott
- Grevillea glauca Banks & Sol. ex Knight
- Grevillea globosa C.A.Gardner
- Grevillea glossadenia McGill.
- Grevillea goodii R.Br.
- Grevillea gordoniana C.A.Gardner
- Grevillea granulifera (McGill.) Olde & Marriott
- Grevillea granulosa McGill.
- Grevillea guthrieana Olde & Marriott

## H
- Grevillea hakeoides Meisn.
- Grevillea halmaturina Tate

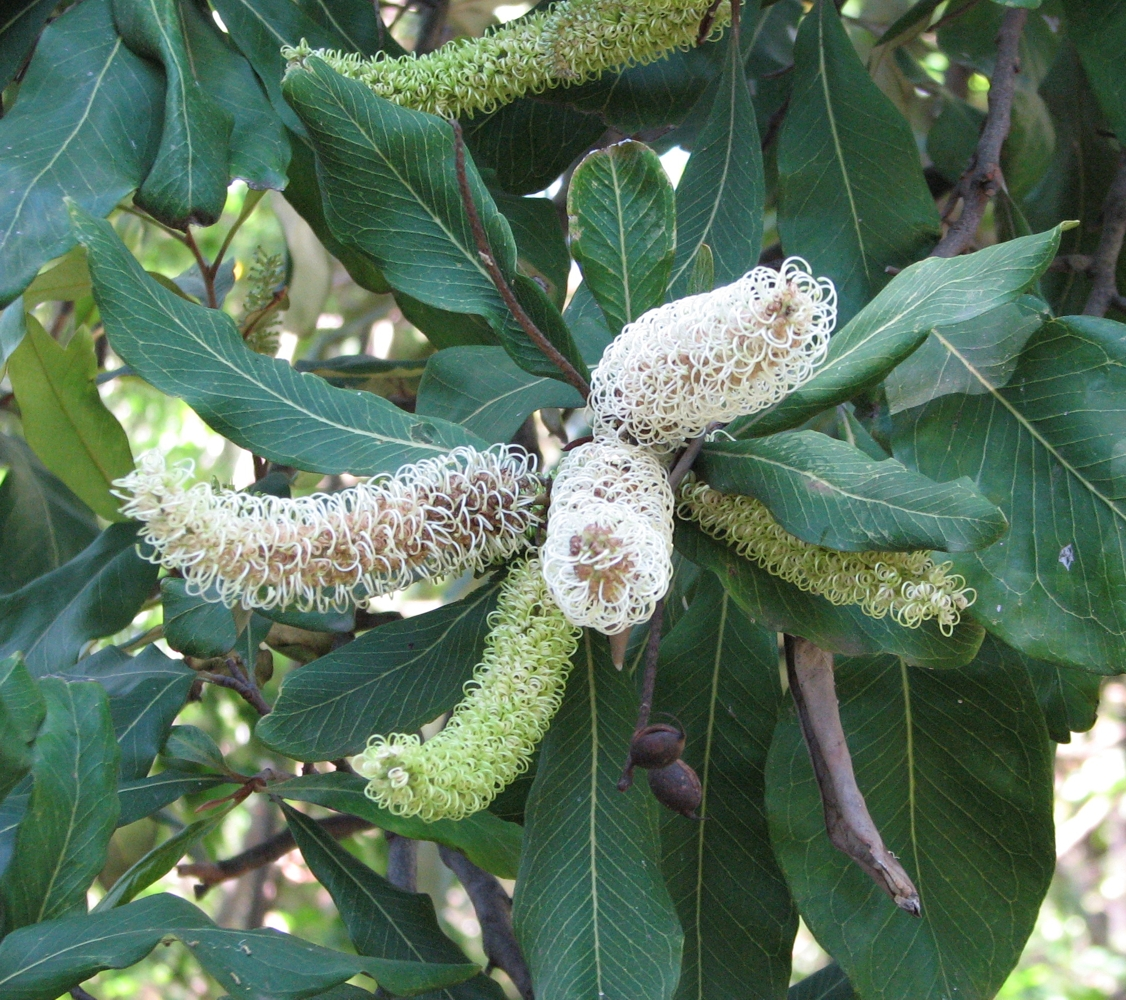
Grevillea hilliana

- Grevillea haplantha F.Muell. ex Benth.
- Grevillea heliosperma R.Br.
- Grevillea helmsiae F.M.Bailey
- Grevillea hilliana F.Muell.
- Grevillea hirtella (Benth.) Olde & Marriott
- Grevillea hislopii Olde & Marriott
- Grevillea hockingsii Molyneux & Olde
- Grevillea hodgei Olde & Marriott
- Grevillea hookeriana Meisn.
- Grevillea huegelii Meisn.
- Grevillea humifusa Olde & Marriott
- Grevillea humilis Makinson

## I
- Grevillea iaspicula McGill.
- Grevillea ilicifolia (R.Br.) R.Br.
- Grevillea imberbis Makinson
- Grevillea inconspicua Diels
- Grevillea incrassata Diels

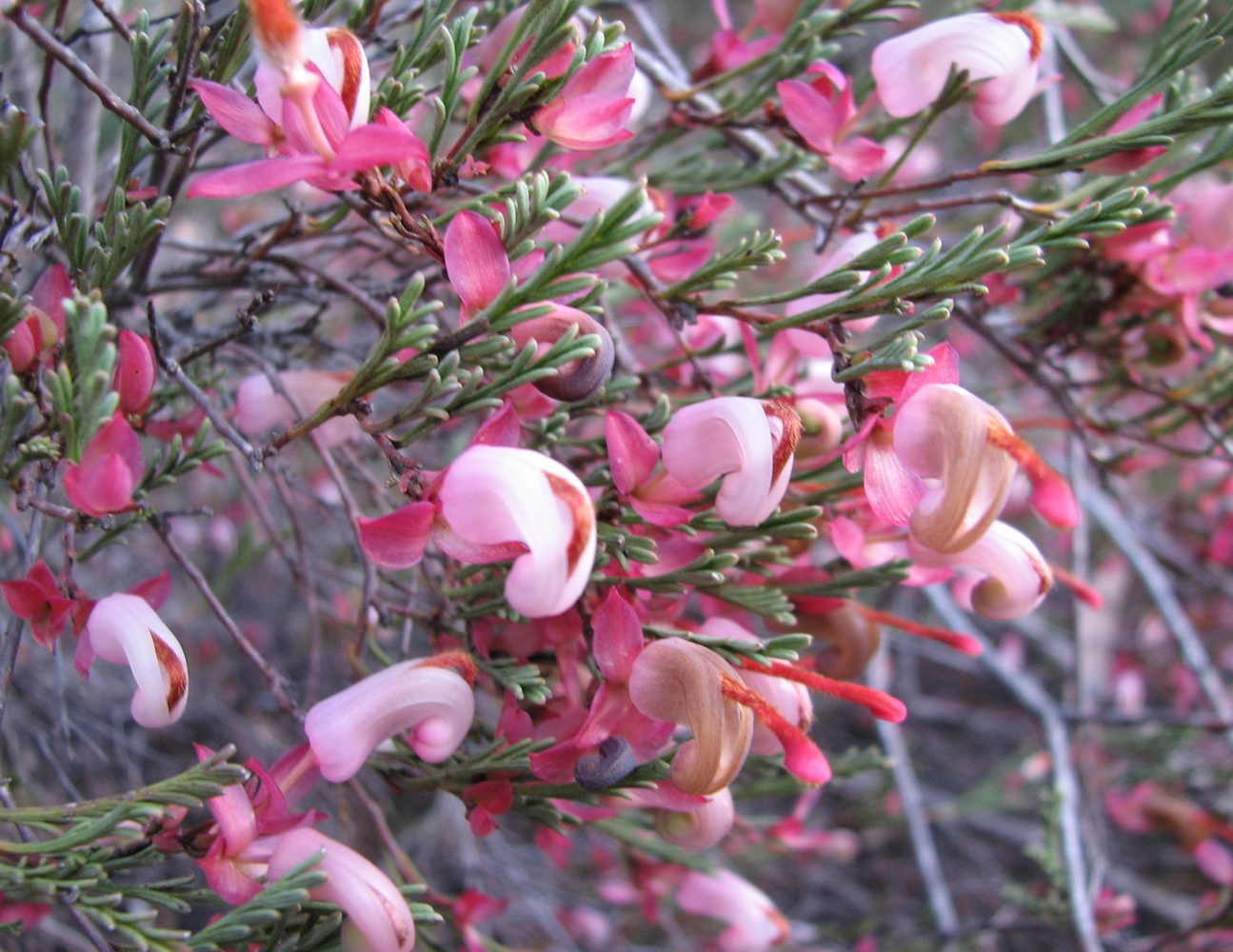
Grevillea involucrata

- Grevillea incurva (Diels) Olde & Marriott
- Grevillea infecunda McGill.
- Grevillea infundibularis A.S.George
- Grevillea insignis Kippist ex Meisn.
- Grevillea integrifolia Meisn.
- Grevillea intricata Meisn.
- Grevillea involucrata A.S.George
- Grevillea irrasa Makinson

## J

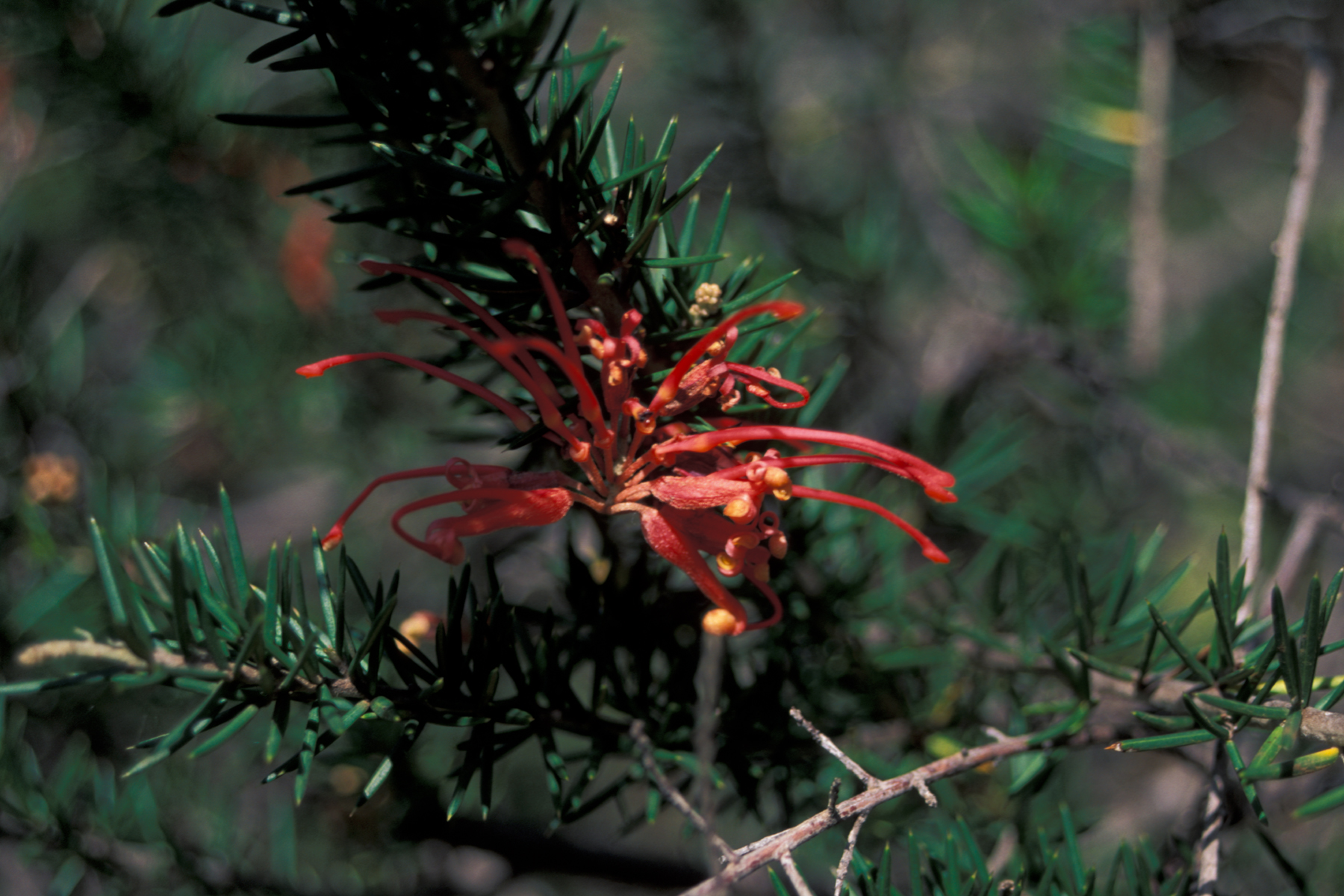
Grevillea juniperina

- Grevillea jephcottii J.H.Willis
- Grevillea johnsonii McGill.
- Grevillea juncifolia Hook.
- Grevillea juniperina R.Br.

## K
- Grevillea kedumbensis (McGill.) Olde & Marriott
- Grevillea kenneallyi McGill.
- Grevillea kennedyana F.Muell.
- Grevillea kirkalocka Olde & Marriott

## L

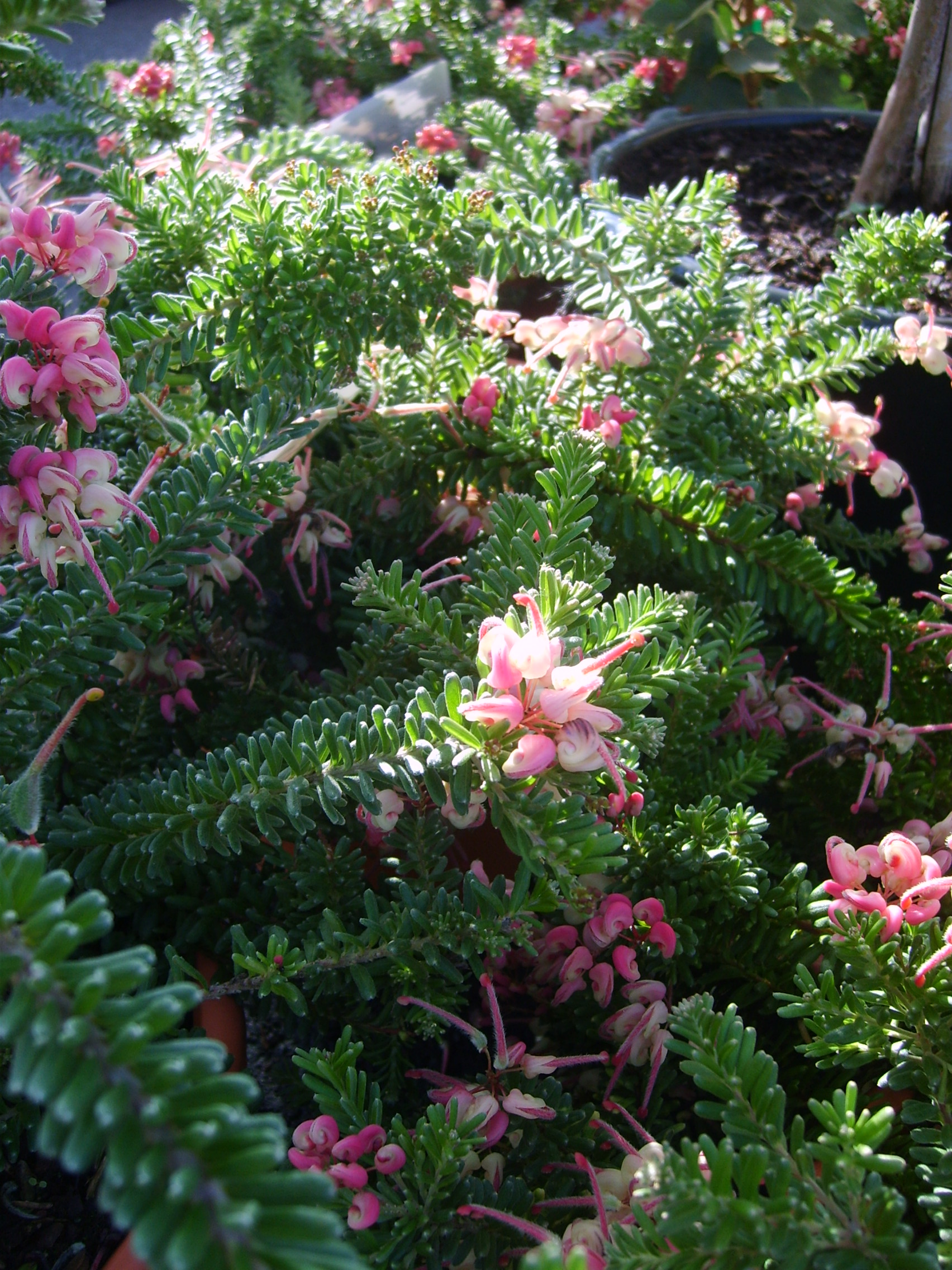
Grevillea lanigera

- Grevillea lanigera A.Cunn. ex R.Br.
- Grevillea latifolia C.A.Gardner
- Grevillea laurifolia Sieber ex Spreng.
- Grevillea lavandulacea Schltdl.
- Grevillea leiophylla F.Muell. ex Benth.
- Grevillea leptobotrys Meisn.
- Grevillea leptopoda McGill.
- Grevillea leucoclada McGill.
- Grevillea leucopteris Meisn.
- Grevillea levis Olde & Marriott
- Grevillea linearifolia (Cav.) Druce
- Grevillea linsmithii McGill.
- Grevillea lissopleura McGill.
- Grevillea longicuspis McGill.
- Grevillea longifolia R.Br.
- Grevillea longistyla Hook.
- Grevillea lullfitzii McGill.

## M

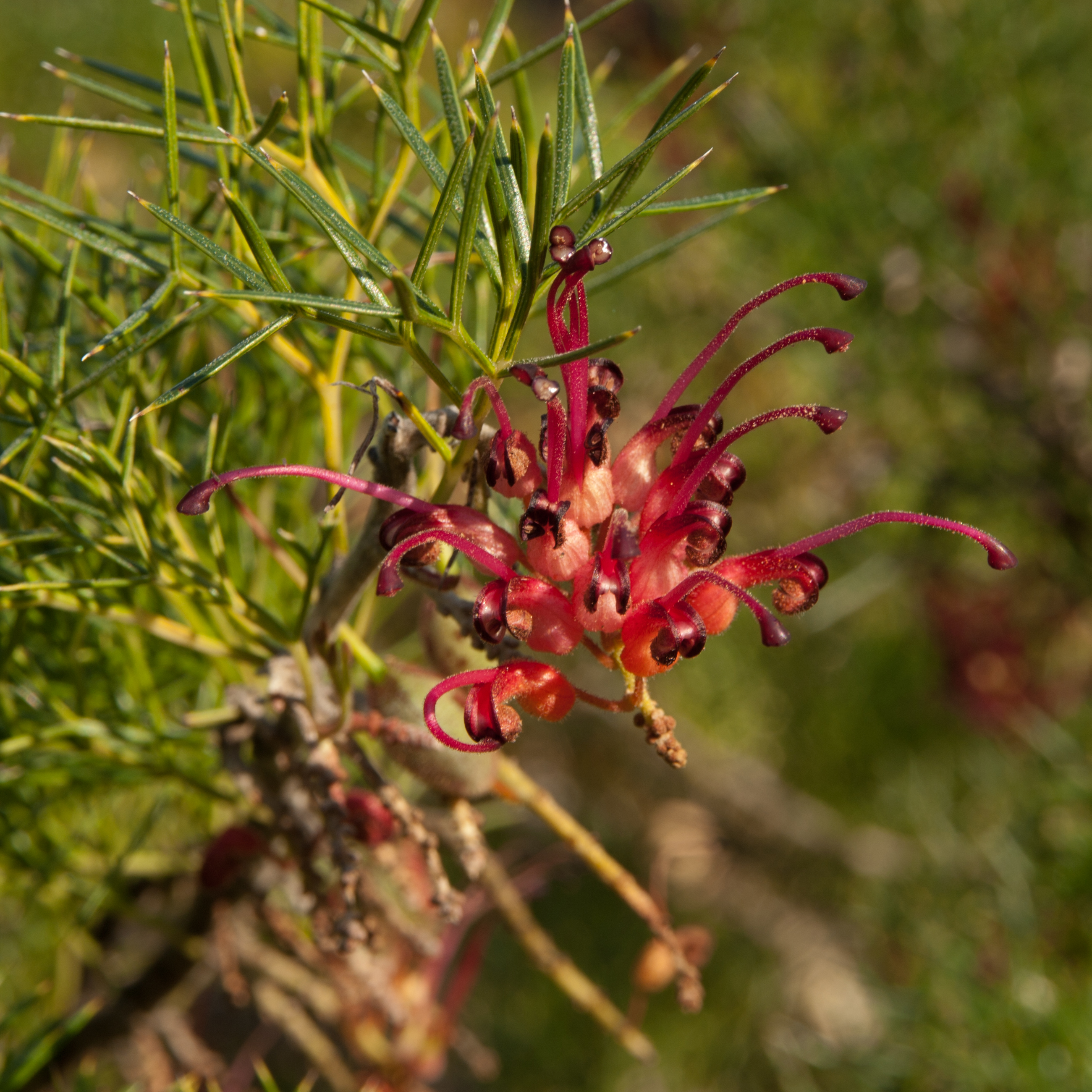
Grevillea maxwellii

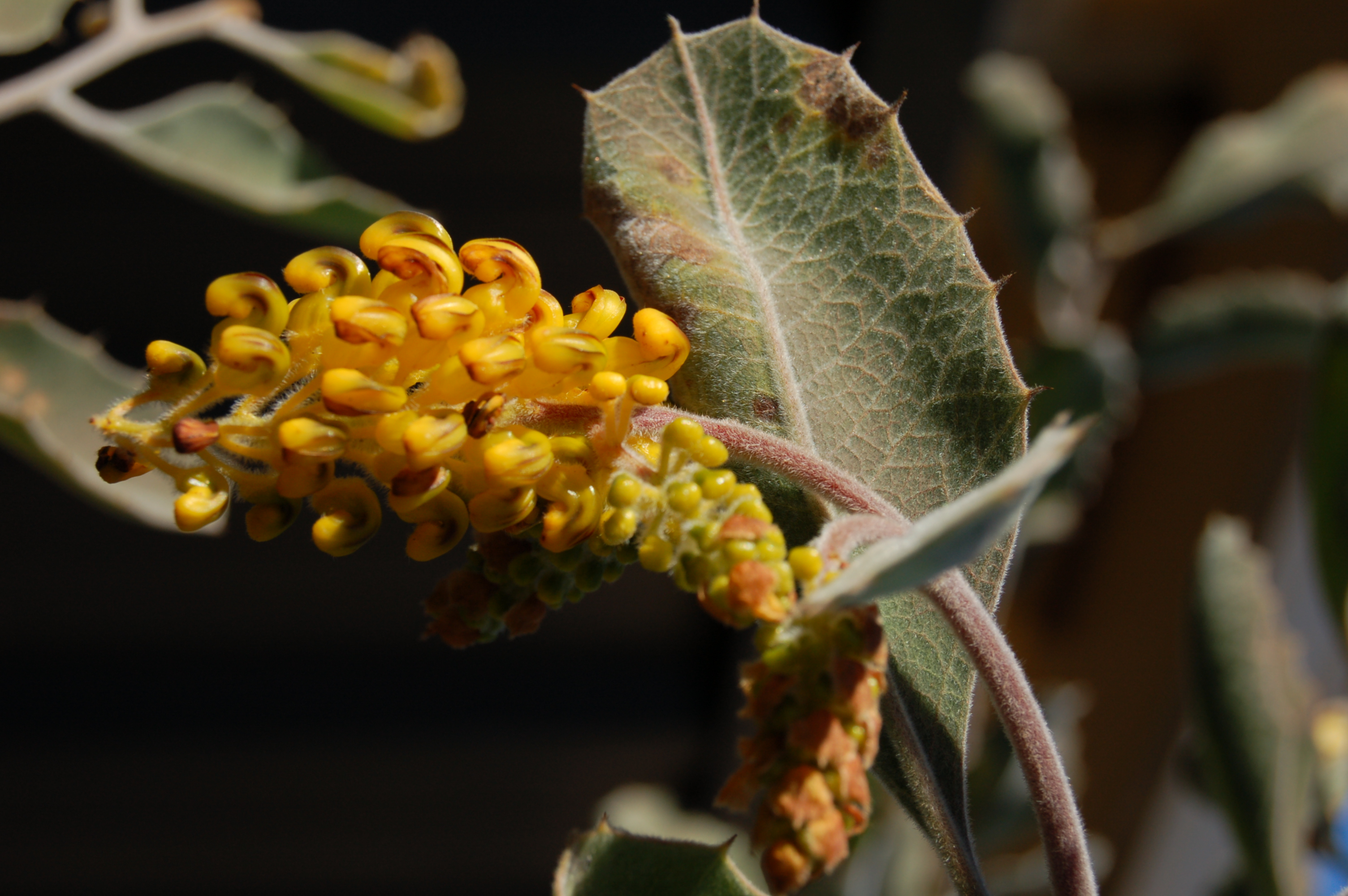
Grevillea miniata

- Grevillea maccutcheonii Keighery & Cranfield
- Grevillea macleayana (McGill.) Olde & Marriott
- Grevillea maherae Makinson & M.D.Barrett
- Grevillea makinsoni i McGill.
- Grevillea manglesii (Graham) Planch.
- Grevillea manglesioides Meisn.
- Grevillea marriottii Olde
- Grevillea masonii Olde & Marriott
- Grevillea maxwellii McGill.
- Grevillea mcgillivrayi I.M.Turner
- Grevillea meisneri Montrouz.
- Grevillea metamorpha Makinson
- Grevillea micrantha Meisn.
- Grevillea microstegia Molyneux
- Grevillea microstyla M.D.Barrett & Makinson
- Grevillea mimosoides R.Br.
- Grevillea miniata W.Fitzg.
- Grevillea minutiflora McGill.
- Grevillea miqueliana F.Muell.
- Grevillea mollis Olde & Molyneux
- Grevillea molyneuxii McGill.
- Grevillea monslacana Molyneux & Stajsic
- Grevillea montana R.Br.
- Grevillea monticola Meisn.
- Grevillea montis-cole R.V.Sm.
- Grevillea mucronulata R.Br.
- Grevillea muelleri Benth.
- Grevillea murex McGill.
- Grevillea muricata J.M.Black
- Grevillea myosodes McGill.

## N

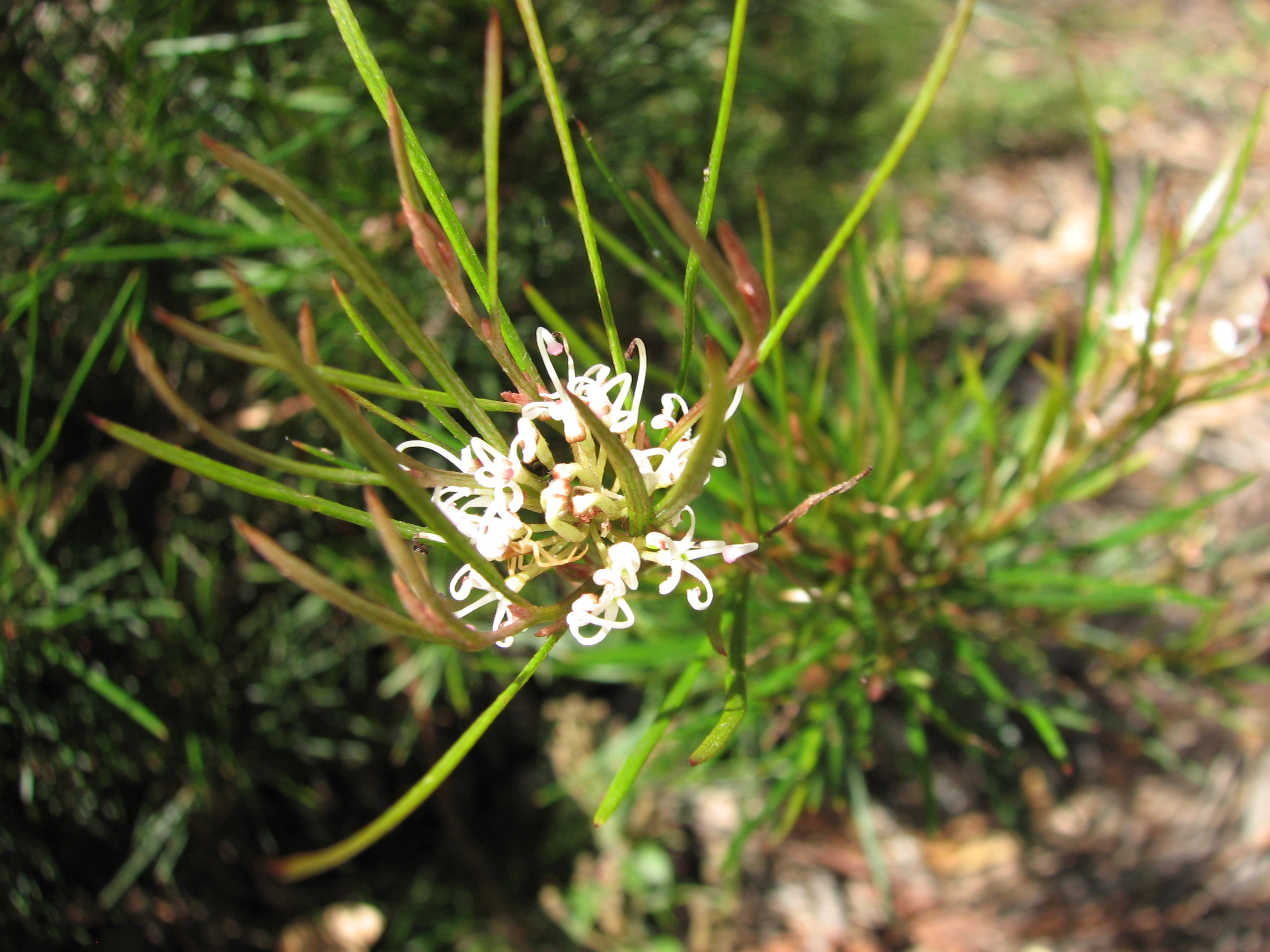
Grevillea neurophylla

- Grevillea nana C.A.Gardner
- Grevillea nematophylla F.Muell.
- Grevillea neodissecta I.M.Turner
- Grevillea neorigida I.M.Turner
- Grevillea neurophylla Gand.
- Grevillea newbeyi McGill.
- Grevillea nivea Olde & Marriott
- Grevillea nudiflora Meisn.

## O

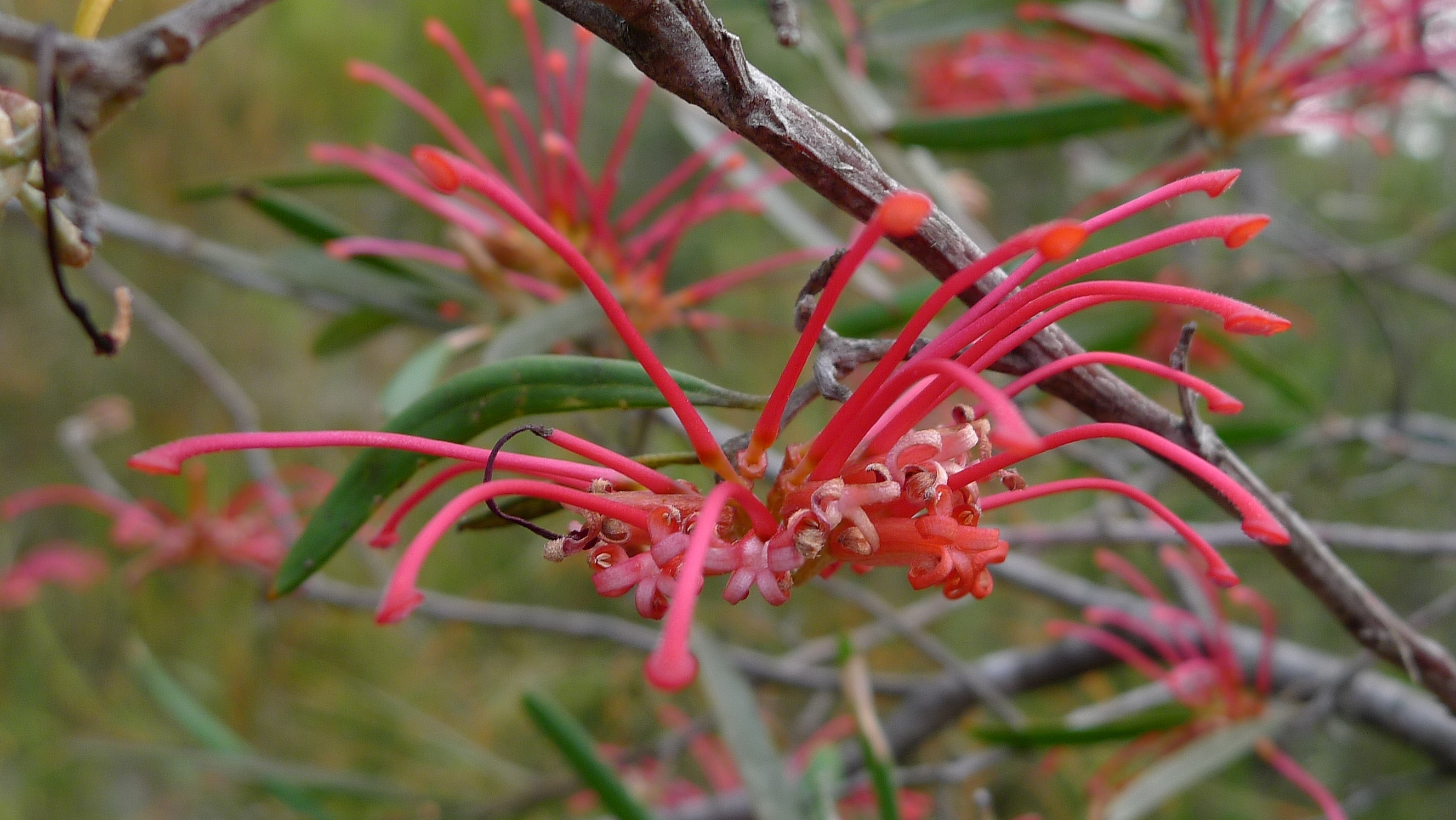
Grevillea oleoides

- Grevillea obliquistigma C.A.Gardner
- Grevillea obtecta Molyneux
- Grevillea obtusiflora R.Br.
- Grevillea obtusifolia Meisn.
- Grevillea occidentalis R.Br.
- Grevillea oldei McGill.
- Grevillea oleoides Sieber ex Schult.
- Grevillea oligantha F.Muell.
- Grevillea oligomera (McGill.) Olde & Marriott
- Grevillea olivacea A.S.George
- Grevillea oncogyne Diels
- Grevillea oxyantha Makinson

## P

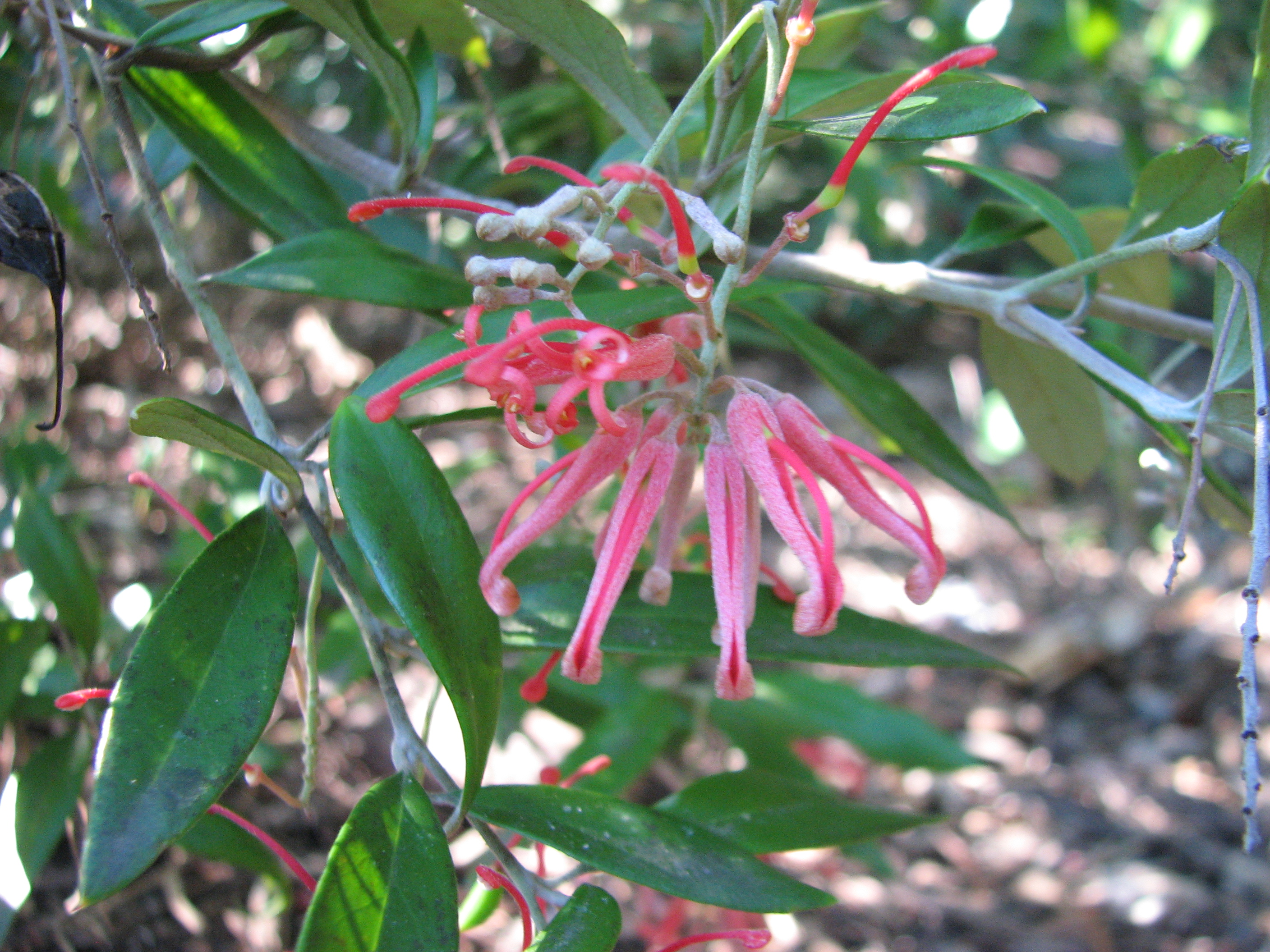
Grevillea parvula

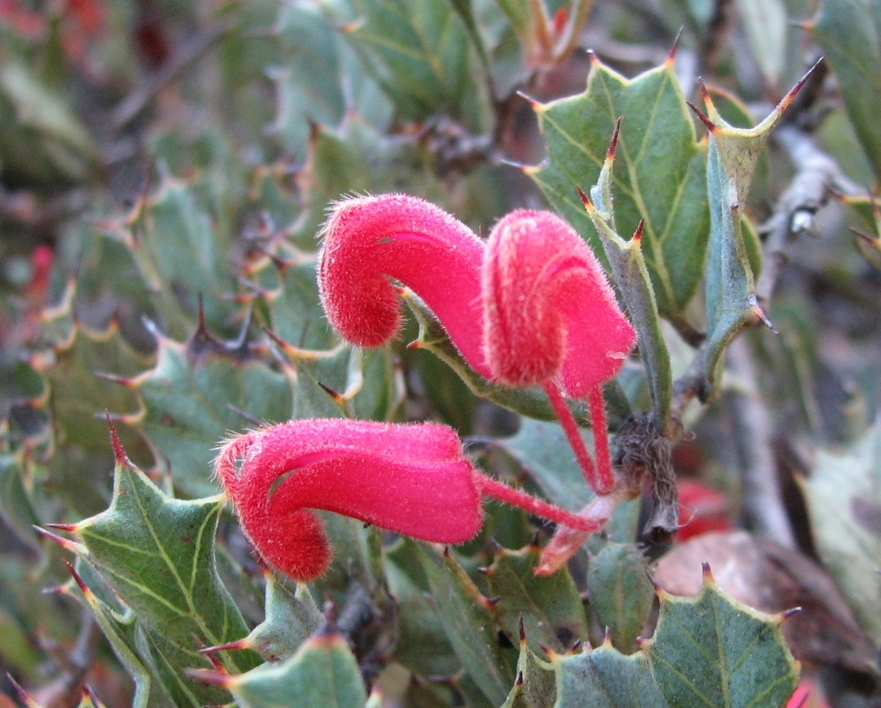
Grevillea pilosa

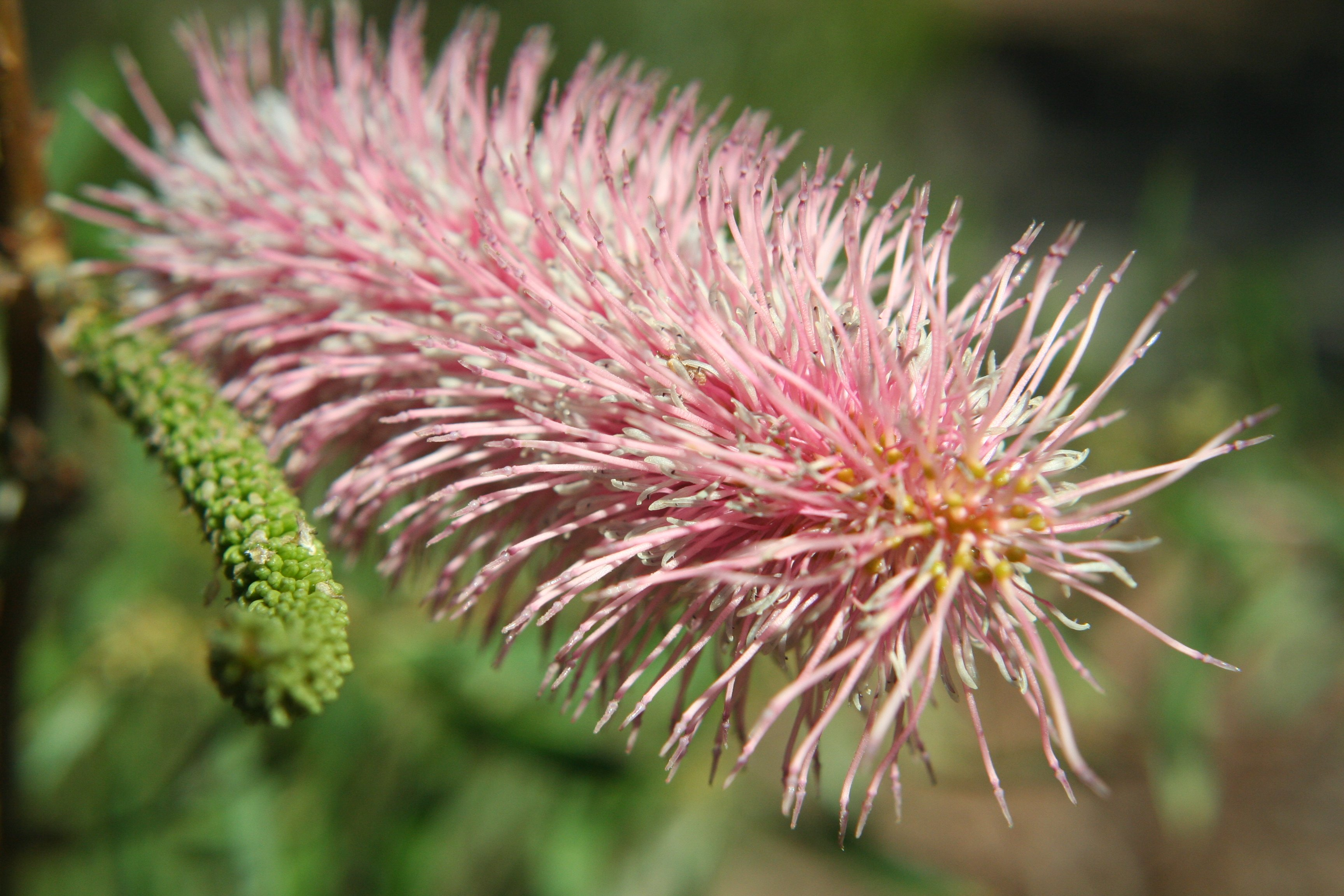
Grevillea petrophiloides

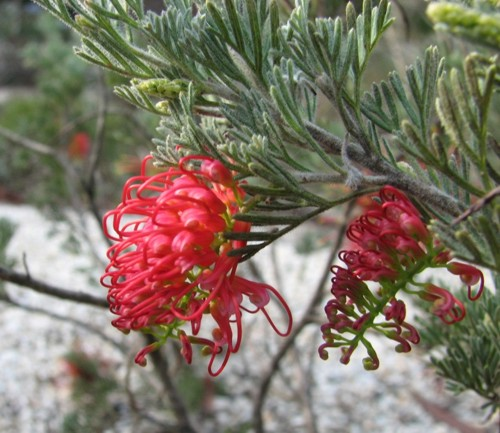
Grevillea preissii

- Grevillea pachylostyla (McGill.) Olde & Marriott
- Grevillea paniculata Meisn.
- Grevillea papillosa (McGill.) Olde & Marriott
- Grevillea papuana Diels
- Grevillea paradoxa F.Muell.
- Grevillea parallela Knight
- Grevillea parallelinervis Carrick
- Grevillea parviflora R.Br.
- Grevillea parvula Molyneux & Stajsic
- Grevillea patentiloba F.Muell.
- Grevillea patulifolia Gand.
- Grevillea pauciflora R.Br.
- Grevillea pectinata R.Br.
- Grevillea petrophiloides  Meisn.
- Grevillea phanerophlebia Diels
- Grevillea phillipsiana McGill.
- Grevillea phylicoides  R.Br.
- Grevillea pilosa A.S.George
- Grevillea pilulifera (Lindl.) Druce
- Grevillea pimeleoides  W.Fitzg.
- Grevillea pinaster Meisn.
- Grevillea pinifolia Meisn.
- Grevillea pityophylla F.Muell.
- Grevillea pluricaulis (McGill.) Olde & Marriott
- Grevillea plurijuga F.Muell.
- Grevillea polyacida McGill.
- Grevillea polybotrya Meisn.
- Grevillea polybractea H.B.Will.
- Grevillea polychroma (Molyneux & Stajsic) Molyneux & Stajsic
- Grevillea prasina McGill.
- Grevillea preissei Meisn.
- Grevillea prominens Olde & Marriott
- Grevillea prostrata C.A.Gardner & A.S.George
- Grevillea psilantha McGill.
- Grevillea pteridifolia Knight
- Grevillea pterosperma F.Muell.
- Grevillea pulchella (R.Br.) Meisn.
- Grevillea punctata Olde & Marriott
- Grevillea pungens R.Br.
- Grevillea punicea R.Br.
- Grevillea pyramidalis A.Cunn. ex R.Br.
- Grevillea pythara Olde & Marriott

## Q
- Grevillea quadricauda Olde & Marriott
- Grevillea quercifolia R.Br.
- Grevillea quinquenervis J.M.Black

## R

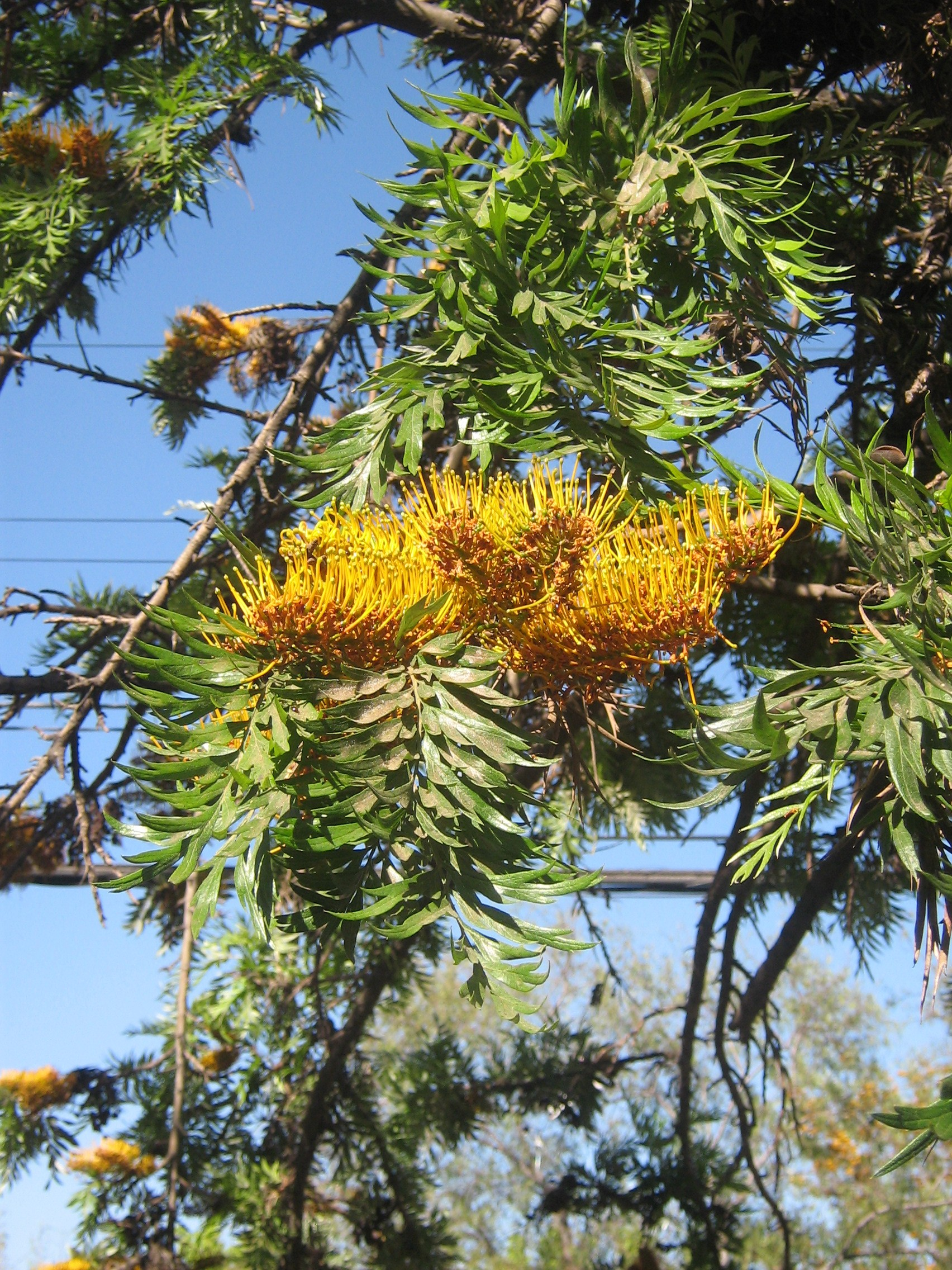
Grevillea robusta

- Grevillea ramosissima (R.Br.) Meisn.
- Grevillea rara Olde & Marriott
- Grevillea raybrownii Olde & Marriott
- Grevillea refracta R.Br.
- Grevillea renwickiana F.Muell.
- Grevillea repens F.Muell. ex Meisn.
- Grevillea reptans Makinson
- Grevillea rhizomatosa Olde & Marriott
- Grevillea rhyolitica Makinson
- Grevillea ripicola A.S.George
- Grevillea rivularis L.A.S.Johnson & McGill.
- Grevillea robusta A.Cunn. ex R.Br.
- Grevillea rogersoniana C.A.Gardner
- Grevillea rosieri McGill.
- Grevillea rosmarinifolia A.Cunn.
- Grevillea roycei McGill.
- Grevillea rubicunda S.Moore
- Grevillea rudis Meisn.

## S
- Grevillea saccata Benth.
- Grevillea sarissa S.Moore
- Grevillea saxicola S.J.Dillon
- Grevillea scabra Meisn.
- Grevillea scabrida C.A.Gardner
- Grevillea scapigera A.S.George

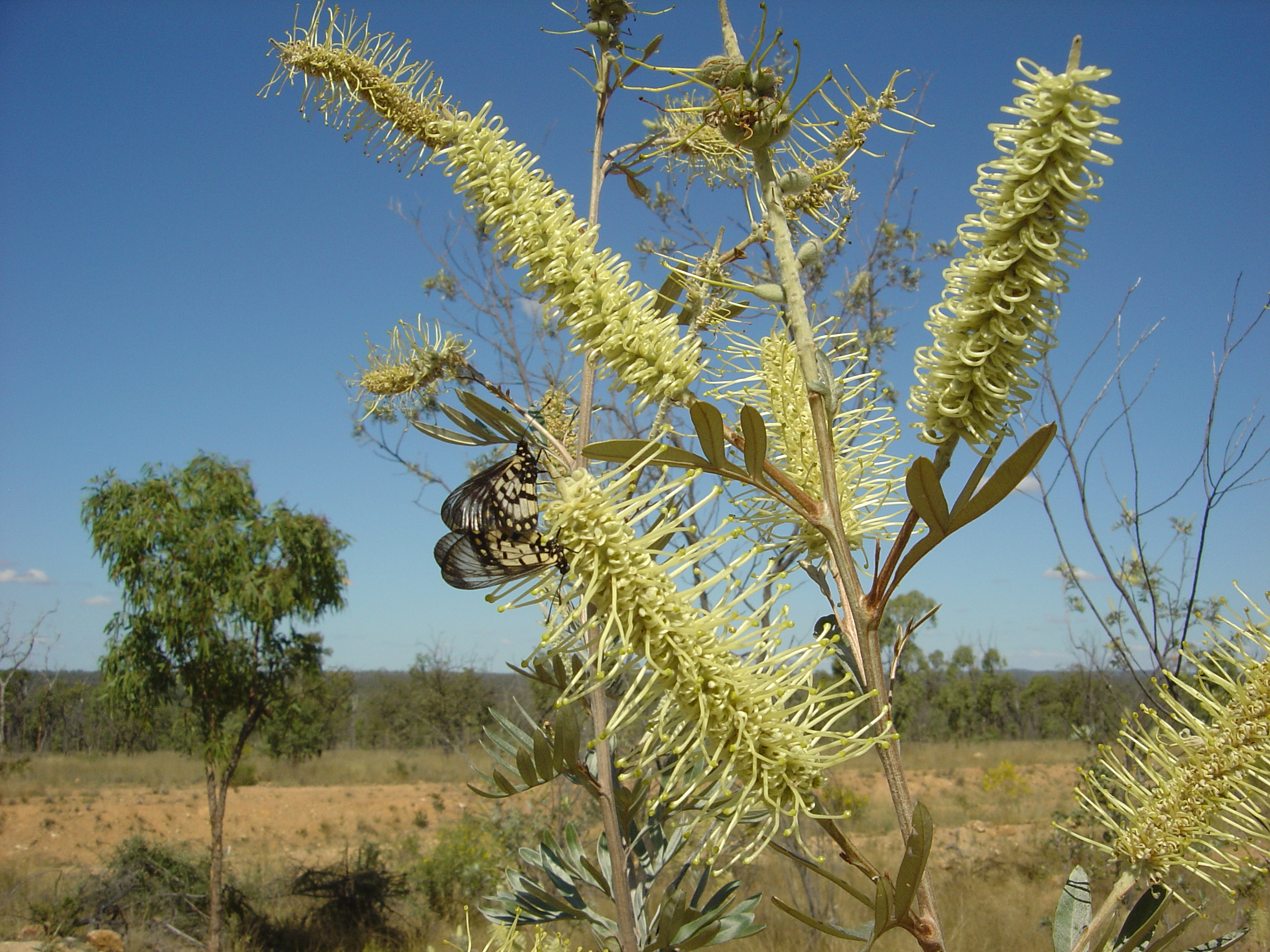
Grevillea sessilis

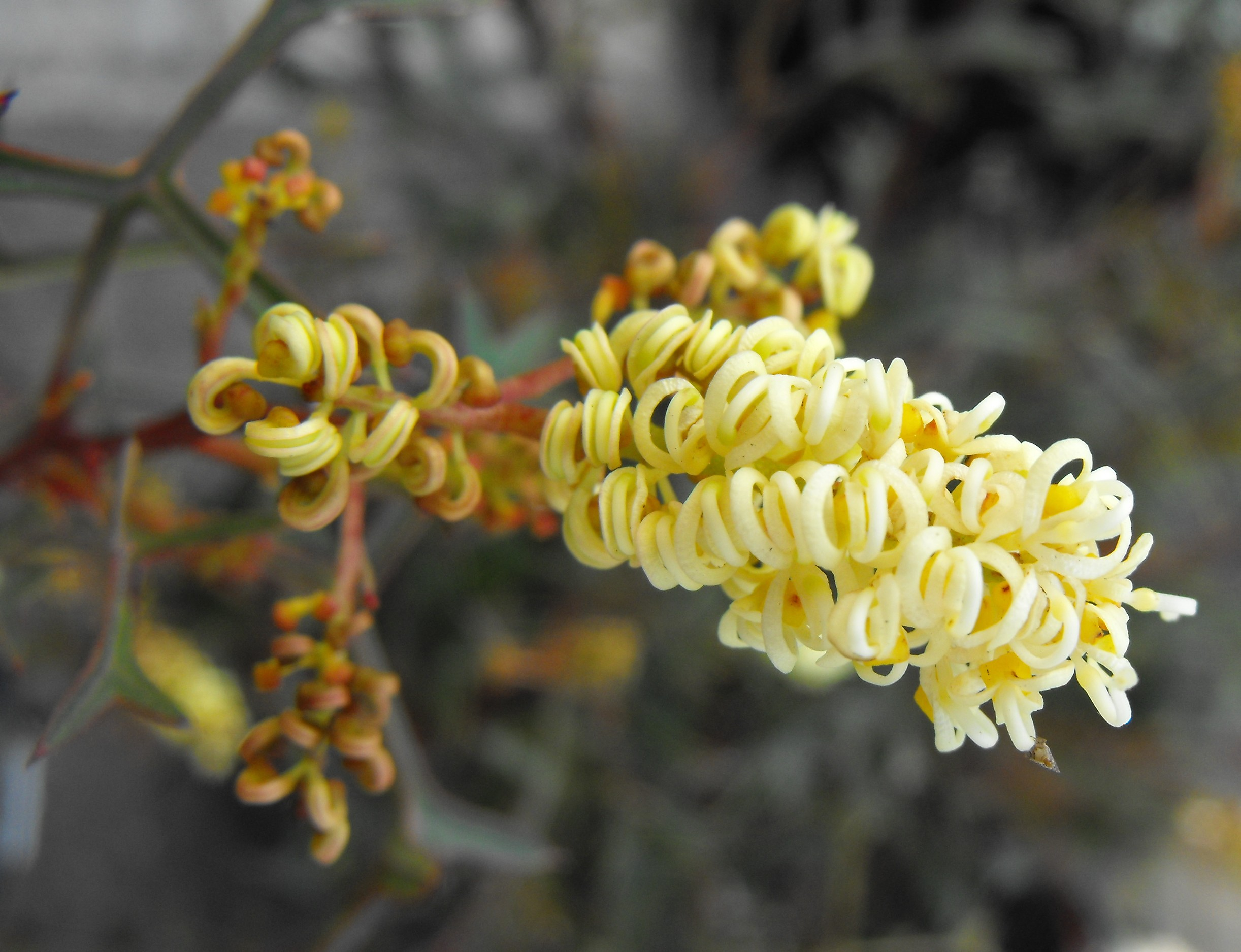
Grevillea synapheae

- Grevillea scortechinii (F.Muell. ex Scort.) F.Muell.
- Grevillea secunda McGill.
- Grevillea sericea (Sm.) R.Br.
- Grevillea sessilis C.T.White & W.D.Francis
- Grevillea shiressii Blakely
- Grevillea shuttleworthiana Meisn.
- Grevillea singuliflora F.Muell.
- Grevillea sparsiflora F.Muell.
- Grevillea speciosa (Knight) McGill.
- Grevillea sphacelata R.Br.
- Grevillea spinosa McGill.
- Grevillea spinosissima McGill.
- Grevillea squiresiae Olde & Marriott
- Grevillea steiglitziana N.A.Wakef.
- Grevillea stenobotrya F.Muell.
- Grevillea stenogyne (Benth.) Makinson
- Grevillea stenomera F.Muell.
- Grevillea stenostachya C.A.Gardner
- Grevillea striata R.Br.
- Grevillea subterlineata Makinson
- Grevillea subtiliflora McGill.
- Grevillea sulcata C.A.Gardner ex Olde & Marriott
- Grevillea synapheae R.Br.

## T
- Grevillea tenuiflora Meisn.
- Grevillea tenuiloba C.A.Gardner
- Grevillea teretifolia Meisn.
- Grevillea tetragonoloba Meisn.
- Grevillea tetrapleura McGill.

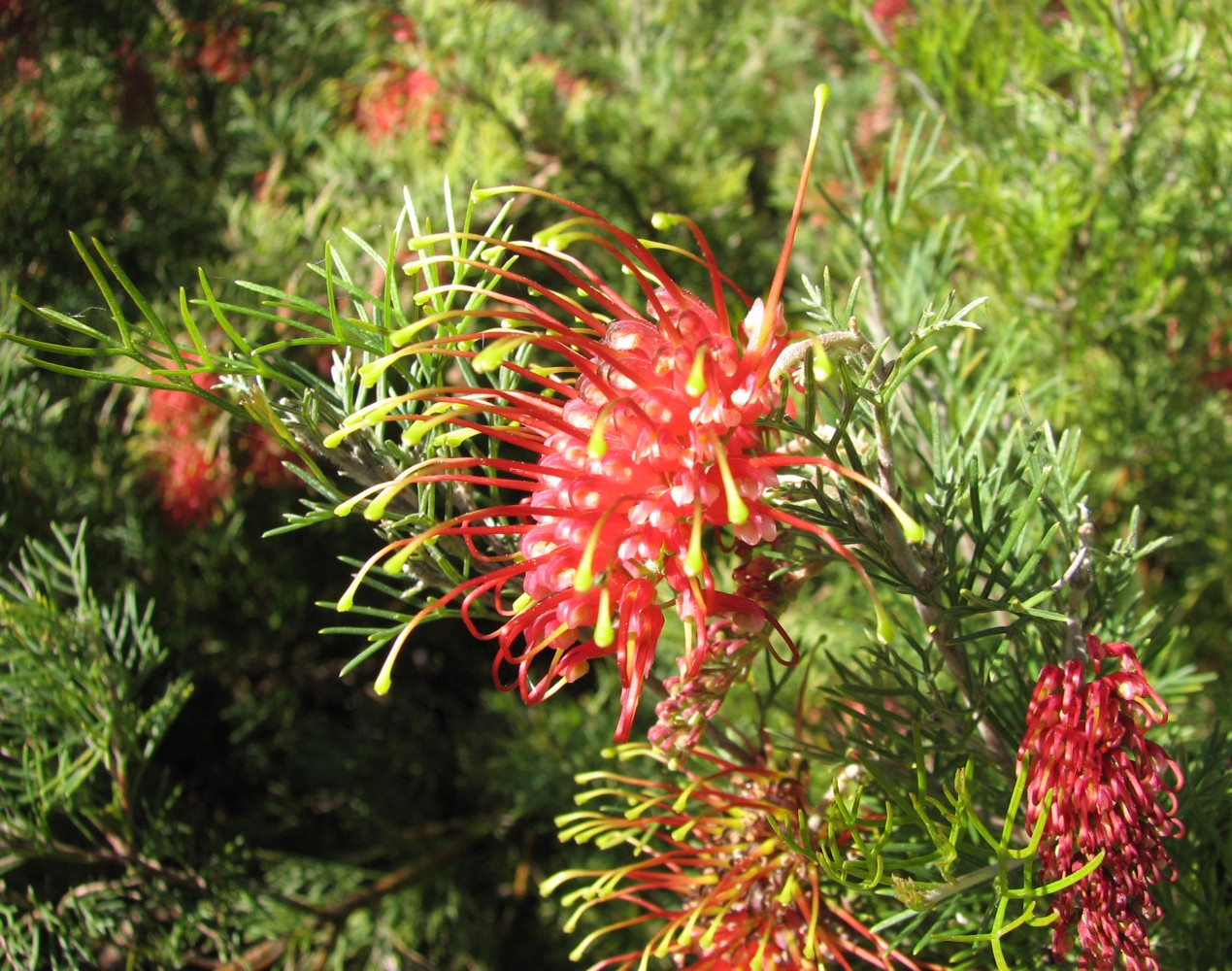
Grevillea thelemanniana

- Grevillea thelemanniana Hügel ex Lindl.
- Grevillea thyrsoides Meisn.
- Grevillea trachytheca F.Muell.
- Grevillea treueriana F.Muell.
- Grevillea trifida (R.Br.) Meisn.
- Grevillea triloba Meisn.
- Grevillea tripartita Meisn.
- Grevillea triternata R.Br.

## U
- Grevillea umbellulata Meisn.
- Grevillea uncinulata Diels

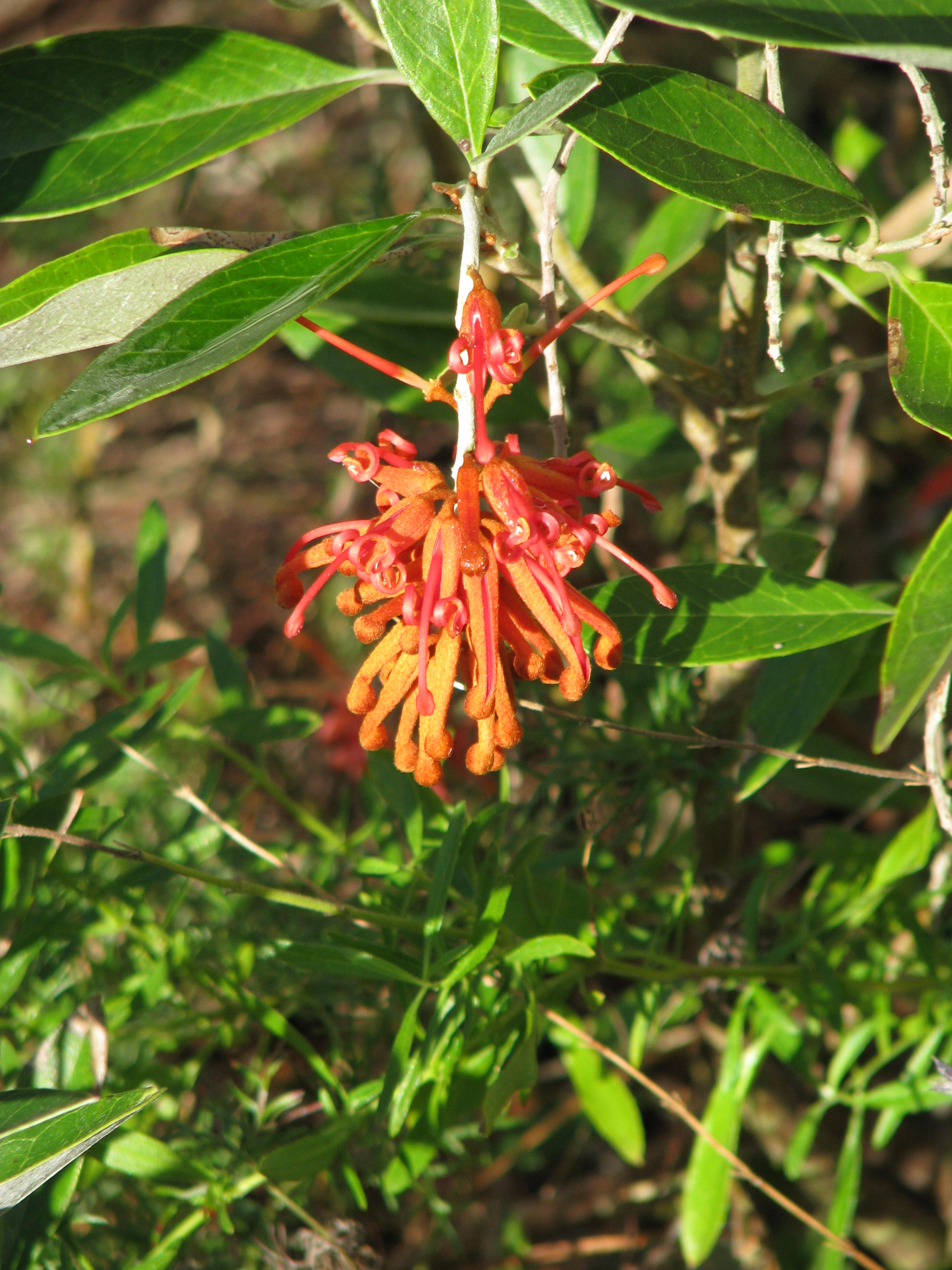
Grevillea victoriae

- Grevillea uniformis (McGill.) Olde & Marriott

## V
- Grevillea variifolia C.A.Gardner & A.S.George
- Grevillea velutinella McGill.
- Grevillea venusta R.Br.
- Grevillea versicolor McGill.
- Grevillea vestita (Endl.) Meisn.
- Grevillea victoriae F.Muell.
- Grevillea virgata Makinson
- Grevillea viridiflava Makinson

## W
- Grevillea whiteana McGill.
- Grevillea wickhamii Meisn.
- Grevillea wilkinsonii Makinson
- Grevillea williamsoni F.Muell.

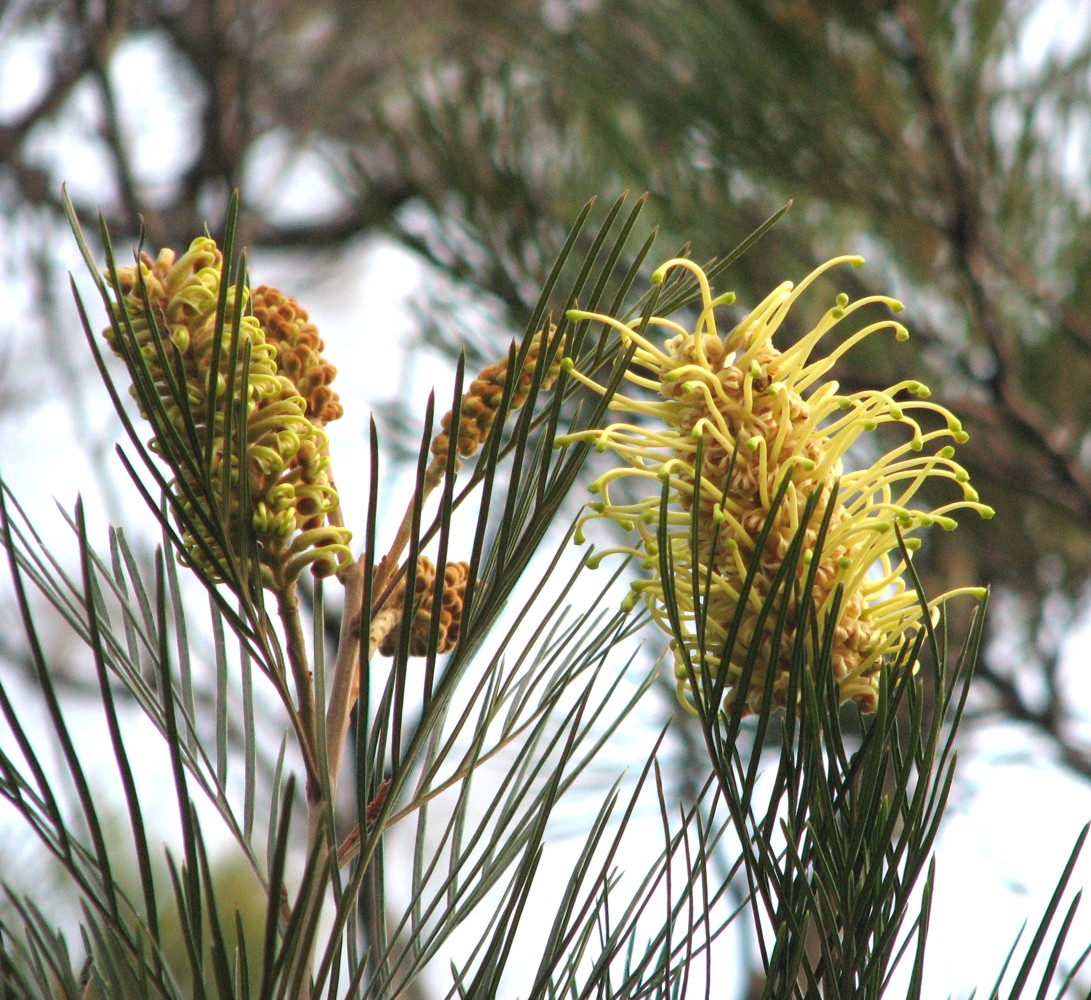
Grevillea whiteana

- Grevillea willisii R.V.Sm. & McGill.
- Grevillea wilsonii A.Cunn.
- Grevillea wiradjuri Makinson
- Grevillea wittweri McGill.

## X
- Grevillea xiphoidea Olde & Marriott

## Y
- Grevillea yorkrakinensis Gardner

## Z
- Grevillea zygoloba Olde & Marriott